# Reino da Grécia
O Reino da Grécia (em grego clássico: Βασίλειον τῆς Ἑλλάδος) foi criado em 1832 e foi o estado sucessor da Primeira República Helênica. Foi reconhecido internacionalmente pelo Tratado de Constantinopla, onde a Grécia também garantiu a sua total independência do Império Otomano após quase quatro séculos.
O Reino da Grécia foi dissolvido em 1924 e a Segunda República Helênica foi estabelecida após a derrota da Grécia para a Turquia na Campanha da Ásia Menor. Um golpe de Estado militar restaurou a monarquia em 1935 e a Grécia tornou-se novamente um reino até 1973. O reino foi finalmente dissolvido após uma ditadura militar de sete anos (1967-1974) e a Terceira República Helênica foi estabelecida após um referendo realizado em 1974.

## Antecedentes
O Império Romano do Oriente de língua grega, também conhecido como Império Bizantino, que governou a maior parte da região do Mediterrâneo Oriental durante mais de 1 100 anos, tinha sido fatalmente enfraquecido desde o saque de Constantinopla pelos Cruzados Latinos em 1204.
Os otomanos capturaram Constantinopla em 1453 e avançaram para o sul na península dos Bálcãs, capturando Atenas em 1458. Os gregos resistiram no Peloponeso até 1460, e os venezianos e genoveses agarraram-se a algumas das ilhas, mas por volta de 1500 a maior parte das planícies e ilhas da Grécia estavam em mãos otomanas; ao passo que, em contraste, as montanhas e terras altas da Grécia permaneceram praticamente intocadas e foram um refúgio para os gregos fugirem do domínio estrangeiro e se envolverem na guerra de guerrilha. 

## Preparação da Guerra da Independência Grega
No contexto do desejo ardente de independência do domínio turco, e com a influência explícita de sociedades secretas semelhantes noutras partes da Europa, três gregos reuniram-se em 1814 em Odesa para decidir a constituição de uma organização secreta de estilo maçônico. O seu objectivo era unir todos os gregos numa organização armada para derrubar o domínio turco. Os três fundadores foram Nikolaos Skoufas da província de Arta, Emmanuil Xanthos de Patmos e Athanasios Tsakalov de Ioannina. Logo depois iniciaram um quarto membro, Panagiotis Anagnostopoulos de Andritsaina.
Muitas revoltas foram planeadas em toda a região grega e a primeira delas foi lançada em 6 de março de 1821, nos principados do Danúbio. Foi reprimido pelos otomanos, mas a tocha foi acesa e no final do mesmo mês o Peloponeso estava em revolta aberta. 

## Guerra da Independência Grega

Mapa mostrando o território original do Reino da Grécia, conforme definido no tratado de 1832 (em azul escuro)

Em 1821, as populações de língua grega do Peloponeso revoltaram-se contra o Império Otomano. Após uma luta regional que durou vários meses, a Guerra da Independência Grega levou ao estabelecimento do primeiro estado grego autónomo desde meados do século XV.
Em janeiro de 1822, a Primeira Assembleia Nacional de Epidauro aprovou a Declaração de Independência da Grécia (parte da Primeira Constituição do país), que afirmava a soberania da Grécia. No entanto, o novo Estado grego era politicamente instável e carecia de recursos para preservar a sua territorialidade a longo prazo. Mais importante ainda, o país carecia de reconhecimento internacional e não tinha alianças robustas no mundo ocidental. 
Após a recaptura dos territórios gregos pelo Império Otomano, as grandes potências da época (o Reino Unido, o Império Russo e o Reino de França) viram a contraofensiva grega como uma oportunidade para enfraquecer ainda mais e em essência o Império Otomano. aumentar a sua influência no Mediterrâneo Oriental. As Grandes Potências apoiaram a Grécia a recuperar a sua independência e após uma batalha decisiva na Baía de Navarino, foi acordado um cessar-fogo em Londres (ver Tratado de Londres (1827)). A autonomia da Grécia foi finalmente reconhecida pelo Protocolo de Londres de 1828 e a sua total independência do Império Otomano pelo Protocolo de Londres de 1830.
Em 1831, o assassinato do primeiro governador da Grécia, o conde Ioánnis Kapodístrias, criou instabilidade política e social que pôs em perigo a relação do país com os seus aliados. Para evitar a escalada e para fortalecer os laços da Grécia com as grandes potências, a Grécia concordou em se tornar um reino em 1832 (ver Conferência de Londres de 1832). O príncipe Leopoldo de Saxe-Coburgo e Gotha foi inicialmente o primeiro candidato ao trono grego; no entanto, ele recusou a oferta. Otto von Wittelsbach, Príncipe da Baviera, foi escolhido como seu primeiro rei. Oto chegou à capital provisória, Náuplia, em 1833 a bordo de um navio de guerra britânico.

## História

### Reinado do Rei Oto (1832-1862)

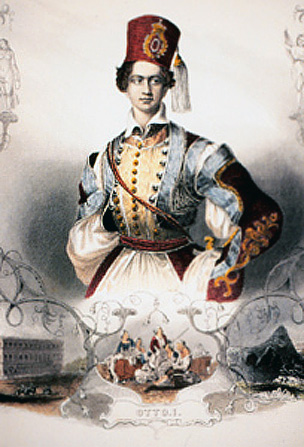
Oto, o primeiro rei da Grécia moderna

O reinado de Oto seria conturbado, mas conseguiu durar 30 anos antes que ele e sua esposa, a rainha Amália, partissem por onde vieram, a bordo de um navio de guerra britânico. Durante os primeiros anos de seu reinado, um grupo de regentes da Baviera governou em seu nome e tornou-se muito impopular ao tentar impor aos gregos as ideias alemãs de um governo hierárquico rígido, mantendo ao mesmo tempo os cargos estatais mais importantes longe deles. No entanto, lançaram as bases de uma administração, de um exército, de um sistema judicial e de um sistema educativo gregos. Oto era sincero no seu desejo de dar um bom governo à Grécia, mas sofria de duas grandes desvantagens: ser católico romano, enquanto a maioria do povo grego era cristão ortodoxo, e o facto de o seu casamento com a rainha Amália ter permanecido sem filhos. Além disso, o novo reino tentou eliminar o banditismo tradicional, algo que em muitos casos significou conflito com alguns antigos combatentes revolucionários (klephtes) que continuaram a exercer esta prática.
Os regentes da Baviera governaram até 1837, quando, por insistência da Grã-Bretanha e da França, foram chamados de volta, e Otto depois disso nomeou ministros gregos, embora as autoridades bávaras ainda dirigissem a maior parte da administração e do exército. Mas a Grécia ainda não tinha legislatura nem constituição. O descontentamento grego cresceu até que eclodiu uma revolta em Atenas em setembro de 1843. Otto concordou em conceder uma constituição e convocou uma Assembleia Nacional que se reuniu em novembro. A nova constituição criou um parlamento bicameral, composto por uma Assembleia (Vouli) e um Senado (Gerousia). O poder passou então para as mãos de um grupo de políticos, a maioria dos quais tinham sido comandantes na Guerra da Independência contra os Otomanos.

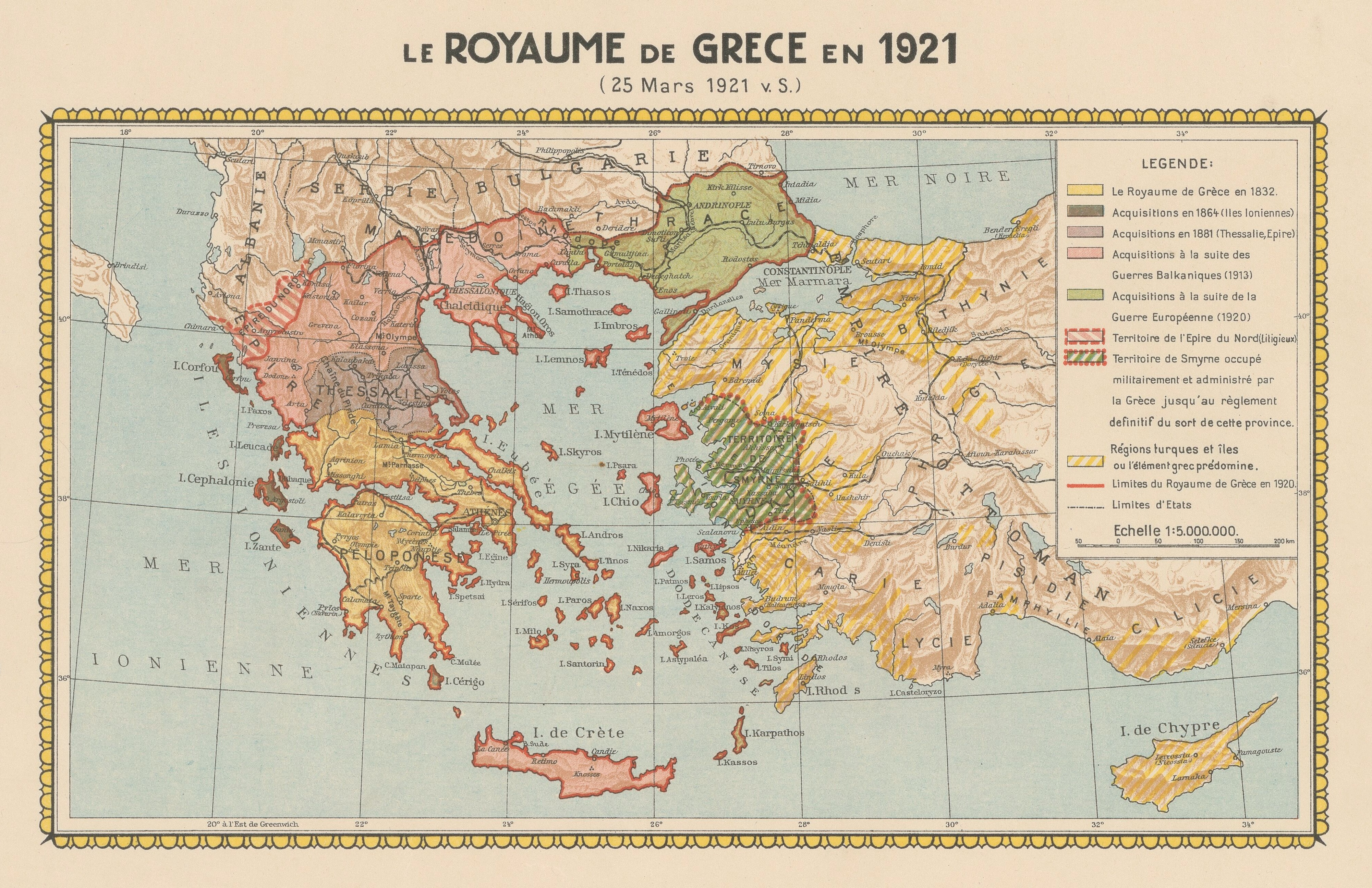
Expansão do Reino da Grécia 1832-1921

A política grega no século XIX foi dominada pela questão nacional. Os gregos sonhavam em libertar todas as terras gregas e reconstituir um estado que abrangesse todas elas, com Constantinopla como capital. Esta foi chamada de Grande Ideia (Idéia Megali), e foi sustentada por rebeliões quase contínuas contra o domínio otomano em territórios de língua grega, notadamente Creta, Tessália e Macedônia. Durante a Guerra da Crimeia, os britânicos ocuparam o Pireu para evitar que a Grécia declarasse guerra aos otomanos como aliado russo.
Uma nova geração de políticos gregos estava a tornar-se cada vez mais intolerante com a contínua interferência do rei Otão no governo. Em 1862, o Rei demitiu o seu primeiro-ministro, o ex-almirante Konstantinos Kanaris, o político mais proeminente do período. Esta demissão provocou uma rebelião militar, obrigando Otto a aceitar o inevitável e a abandonar o país. Os gregos então pediram à Grã-Bretanha que enviasse o filho da rainha Vitória, o príncipe Alfredo, como seu novo rei, mas isso foi vetado pelas outras potências.   Em vez disso, um jovem príncipe dinamarquês tornou-se o rei Jorge I. George foi uma escolha muito popular como monarca constitucional e concordou que seus filhos seriam criados na fé ortodoxa grega. Como recompensa aos gregos por adotarem um rei pró-britânico, a Grã-Bretanha cedeu os Estados Unidos das Ilhas Jônicas à Grécia.

### Vida religiosa
Sob o domínio otomano, a Igreja Grega fazia parte do Patriarcado Ecuménico de Constantinopla. As autoridades otomanas, que eram muçulmanas, não interferiram na igreja. Com o estabelecimento do Reino Grego, porém, o governo decidiu assumir o controle da igreja, rompendo com o patriarca em Constantinopla. O governo declarou a igreja autocéfala (independente) em 1833 em uma decisão política dos regentes da Baviera agindo em nome do rei Oto, que era menor de idade. A decisão agitou a política grega durante décadas, à medida que as autoridades reais assumiam um controle crescente. O novo estatuto foi finalmente reconhecido como tal pelo Patriarcado em 1850, sob condições de compromisso com a emissão de um decreto especial "Tomos" que o trouxe de volta ao estatuto normal. Por isso mantém certos vínculos especiais com a “Igreja Matriz”. Havia apenas quatro bispos e eles desempenhavam funções políticas.
Em 1833, o Parlamento dissolveu 400 pequenos mosteiros com menos de cinco monges ou freiras. Os padres não eram assalariados; nas áreas rurais, ele próprio era um camponês, dependente para seu sustento do trabalho agrícola e dos honorários e ofertas de seus paroquianos. Seus deveres eclesiásticos limitavam-se a administrar os sacramentos, supervisionar funerais, bênçãos de colheitas e exorcismo. Poucos frequentavam seminários. Na década de 1840, houve um avivamento nacional, dirigido por pregadores viajantes. O governo prendeu vários e tentou acabar com o avivamento, mas revelou-se demasiado poderoso quando os avivalistas denunciaram três bispos por terem comprado os seus cargos. Na década de 1880, o Movimento "Anaplasis" ("Regeneração") levou a uma energia espiritual renovada e à iluminação. Lutou contra as ideias racionalistas e materialistas que se infiltraram na secular Europa Ocidental. Promoveu escolas de catecismo e círculos de estudo da Bíblia.

### Reinado do Rei Jorge I (1863–1913)

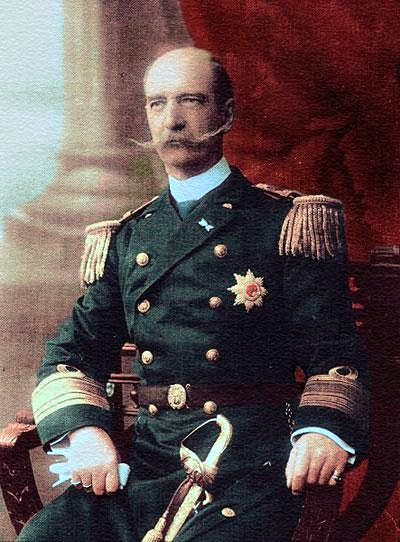
Rei Jorge I dos Helenos

A pedido da Grã-Bretanha e do rei Jorge, a Grécia adotou uma constituição muito mais democrática em 1864. Os poderes do rei foram reduzidos e o Senado foi abolido, e o direito de voto foi estendido a todos os homens adultos. No entanto, a política grega permaneceu fortemente dinástica, como sempre foi. Nomes de família como Zaimis, Rallis e Trikoupis ocorreram repetidamente como primeiros-ministros. Embora os partidos estivessem centrados em torno dos líderes individuais, muitas vezes ostentando os seus nomes, existiam duas grandes tendências políticas: os liberais, liderados primeiro por Charílaos Trikúpis e mais tarde por Elefthérios Venizélos, e os conservadores, liderados inicialmente por Theódoros Diligiánnis e mais tarde por Thrasívulos Zaímis. 
Trikoupis e Deligiannis dominaram a política grega no final do século XIX, alternando-se no cargo. Trikoupis favorecia a cooperação com a Grã-Bretanha em assuntos externos, a criação de infraestruturas e uma indústria indígena, o aumento de tarifas protectoras e uma legislação social progressista, enquanto o mais populista Deligiannis dependia da promoção do nacionalismo grego e da Megáli Idea. 
A Grécia permaneceu um país bastante empobrecido ao longo do século XIX. O país carecia de matérias-primas, infraestruturas e capital. A agricultura era maioritariamente ao nível de subsistência, e os únicos produtos de exportação importantes eram groselhas, passas e tabaco. Alguns gregos enriqueceram como comerciantes e armadores, e Pireu tornou-se um importante porto, mas pouca desta riqueza chegou ao campesinato grego. A Grécia permaneceu irremediavelmente endividada com casas financeiras de Londres. 
Na década de 1890 a Grécia estava praticamente falida e a insolvência pública foi declarada em 1893. A pobreza era abundante nas áreas rurais e nas ilhas e só foi aliviada pela emigração em grande escala para os Estados Unidos. Havia pouca educação no campo. No entanto, houve progresso na construção de comunicações e infraestruturas, e elegantes edifícios públicos foram erguidos em Atenas. Apesar da má situação financeira, Atenas foi palco do renascimento dos Jogos Olímpicos em 1896, que se revelou um grande sucesso.

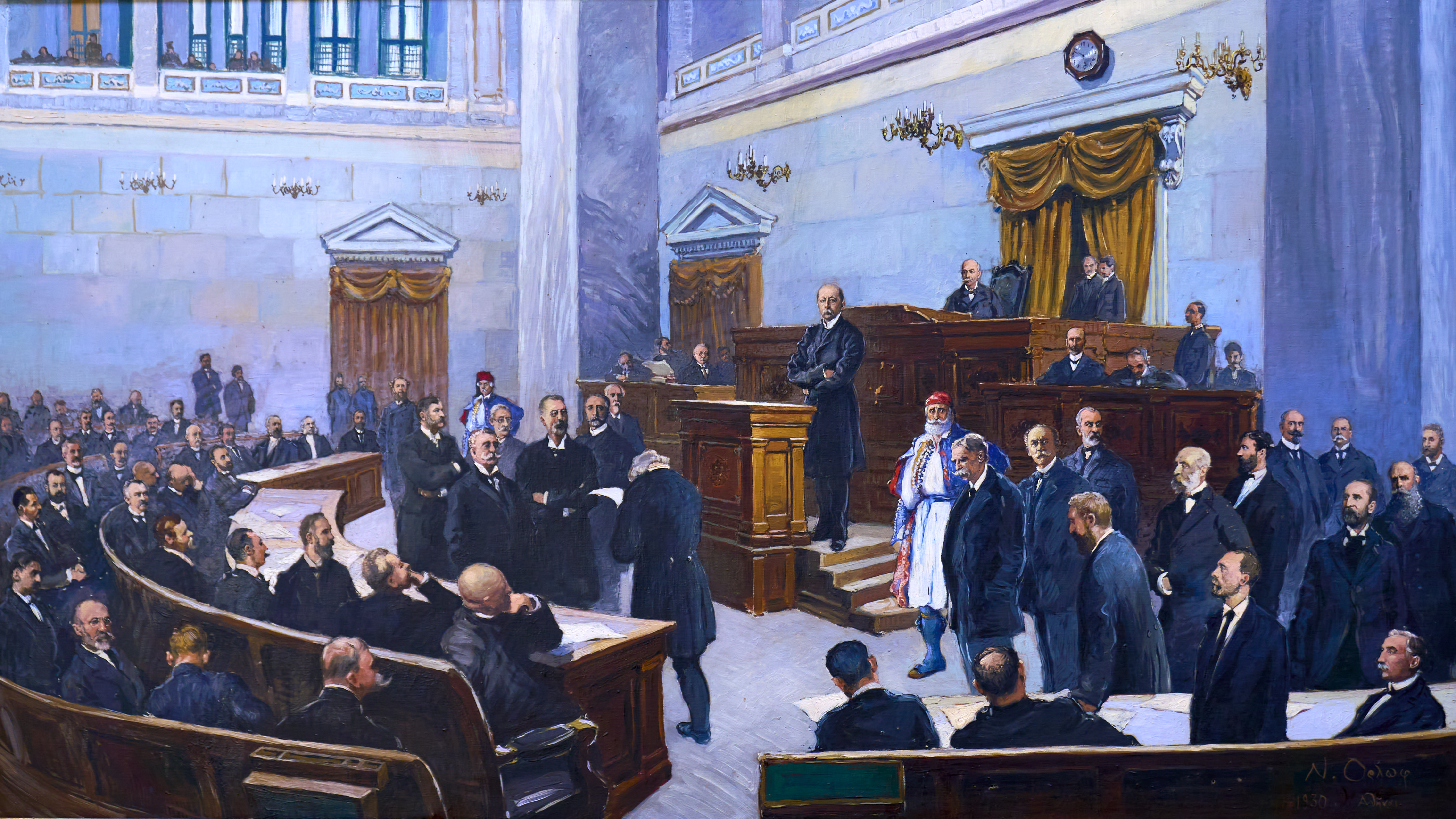
O Parlamento Helênico na década de 1880, com o membro do parlamento Charilaos Trikoupis no pódio

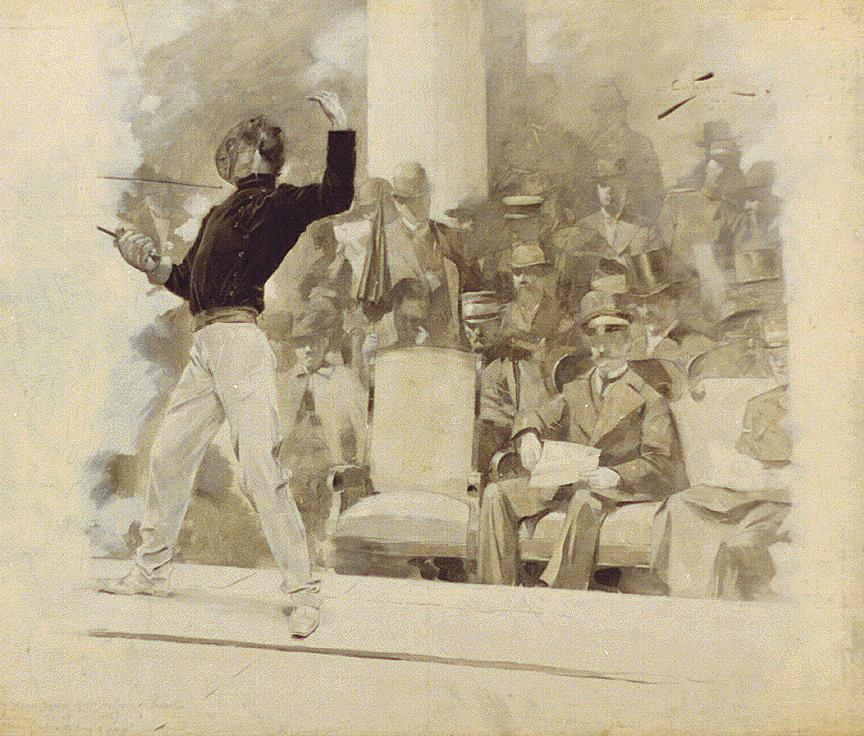
Esgrima diante do Rei Jorge, durante os Jogos Olímpicos de Verão de 1896

O processo parlamentar desenvolveu-se muito na Grécia durante o reinado de Jorge I. Inicialmente, a prerrogativa real na escolha do seu primeiro-ministro manteve-se e contribuiu para a instabilidade governamental, até à introdução do dedilomeni, princípio da confiança parlamentar em 1875 pelo reformista Charilaos Trikoupis. O clientelismo e as frequentes convulsões eleitorais, no entanto, continuaram a ser a norma na política grega e frustraram o desenvolvimento do país. A corrupção e o aumento dos gastos de Trikoupis para criar infraestruturas necessárias como o Canal de Corinto sobrecarregaram a fraca economia grega, forçando a declaração de insolvência pública em 1893 e a aceitar a imposição de uma Comissão Financeira Internacional para pagar os devedores do país.
Outra questão política na Grécia do século XIX era exclusivamente grega: a questão da língua. O povo grego falava uma forma de grego chamada demótico. Muitos membros da elite instruída viam isso como um dialeto camponês e estavam determinados a restaurar as glórias do grego antigo. Consequentemente, documentos e jornais do governo foram publicados em Grego Katharevousa (purificado), uma forma que poucos gregos comuns conseguiam ler. Os liberais eram a favor do reconhecimento do demótico como língua nacional, mas os conservadores e a Igreja Ortodoxa resistiram a todos esses esforços, a tal ponto que, quando o Novo Testamento foi traduzido para o demótico em 1901, eclodiram tumultos em Atenas e o governo caiu (o Evangeliaka). Esta questão continuaria a atormentar a política grega até a década de 1970.
Todos os gregos estavam unidos, no entanto, na sua determinação de libertar as províncias de língua grega do Império Otomano. Especialmente em Creta, uma revolta prolongada em 1866-1869 suscitou o fervor nacionalista. Quando eclodiu a guerra entre a Rússia e os otomanos em 1877, o sentimento popular grego juntou-se ao lado da Rússia, mas a Grécia era demasiado pobre e demasiado preocupada com a intervenção britânica para entrar oficialmente na guerra. No entanto, em 1881, a Tessália e pequenas partes do Épiro foram cedidas à Grécia no contexto do Tratado de Berlim, frustrando ao mesmo tempo as esperanças gregas de receber Creta.

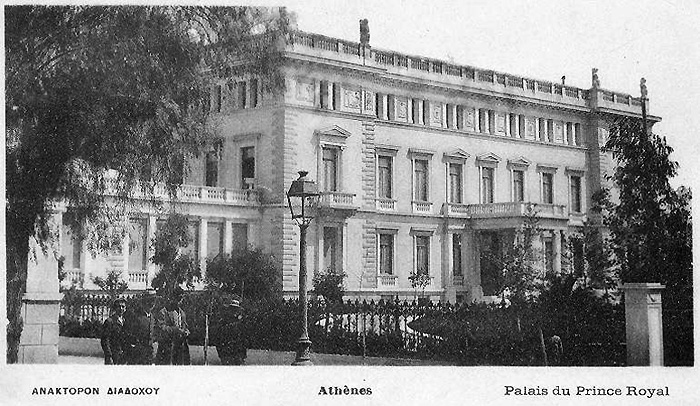
Palácio do Príncipe Herdeiro em 1909, hoje Mansão Presidencial

Os gregos em Creta continuaram a organizar revoltas regulares e, em 1897, o governo grego sob Theodoros Diligiannis, curvando-se à pressão popular, declarou guerra aos otomanos. Na Guerra Greco-Turca que se seguiu, em 1897, o exército grego mal treinado e equipado foi derrotado pelos otomanos. Através da intervenção das Grandes Potências, no entanto, a Grécia perdeu apenas um pequeno território ao longo da fronteira com a Turquia, enquanto Creta foi estabelecida como um estado autónomo sendo o Alto Comissário o Príncipe Jorge da Grécia.  O sentimento nacionalista entre os gregos no Império Otomano continuou a crescer e, na década de 1890, havia distúrbios constantes na Macedónia. Aqui, os gregos competiam não só com os otomanos, mas também com os búlgaros, envolvidos numa luta armada de propaganda pelos corações e mentes da população local etnicamente mista, a chamada "Luta Macedônica". Em julho de 1908, eclodiu a Revolução dos Jovens Turcos no Império Otomano. 
Aproveitando a turbulência interna otomana, a Áustria-Hungria anexou a Bósnia e Herzegovina, e a Bulgária declarou a sua independência do Império Otomano. Em Creta, a população local, liderada por um jovem político chamado Eleftherios Venizelos, declarou Enosis, união com a Grécia, provocando outra crise. O facto de o governo grego, liderado por Dimitrios Rallis, se ter mostrado igualmente incapaz de tirar partido da situação e trazer Creta para o rebanho, irritou muitos gregos, especialmente os jovens oficiais. Estes formaram uma sociedade secreta, a "Liga Militar", com o objectivo de imitar os seus colegas otomanos e procurar reformas.  O resultante golpe de Goudi, em 15 de Agosto de 1909, marcou um divisor de águas na história grega moderna: como os conspiradores militares eram inexperientes em política, pediram a Venizelos, que tinha credenciais liberais impecáveis, que fosse para a Grécia como seu conselheiro político. Venizelos rapidamente se estabeleceu como uma figura política influente, e os seus aliados venceram as eleições de agosto de 1910. Venizelos tornou-se primeiro-ministro em outubro de 1910, inaugurando um período de 25 anos em que a sua personalidade dominaria a política grega. 
Venizelos iniciou um importante programa de reformas, incluindo uma constituição nova e mais liberal e reformas nas esferas da administração pública, educação e economia. Missões militares francesas e britânicas foram convidadas para o exército e a marinha, respectivamente, e foram feitas compras de armas.  Entretanto, as fraquezas do Império Otomano foram reveladas pela Guerra Ítalo-Turca em curso na Líbia. 
Durante a primavera de 1912, uma série de acordos bilaterais entre os estados balcânicos (Grécia, Bulgária, Montenegro e Sérvia) formaram a Liga Balcânica, que em outubro de 1912 declarou guerra ao Império Otomano. 

### Guerras Balcânicas

#### Frente macedônia

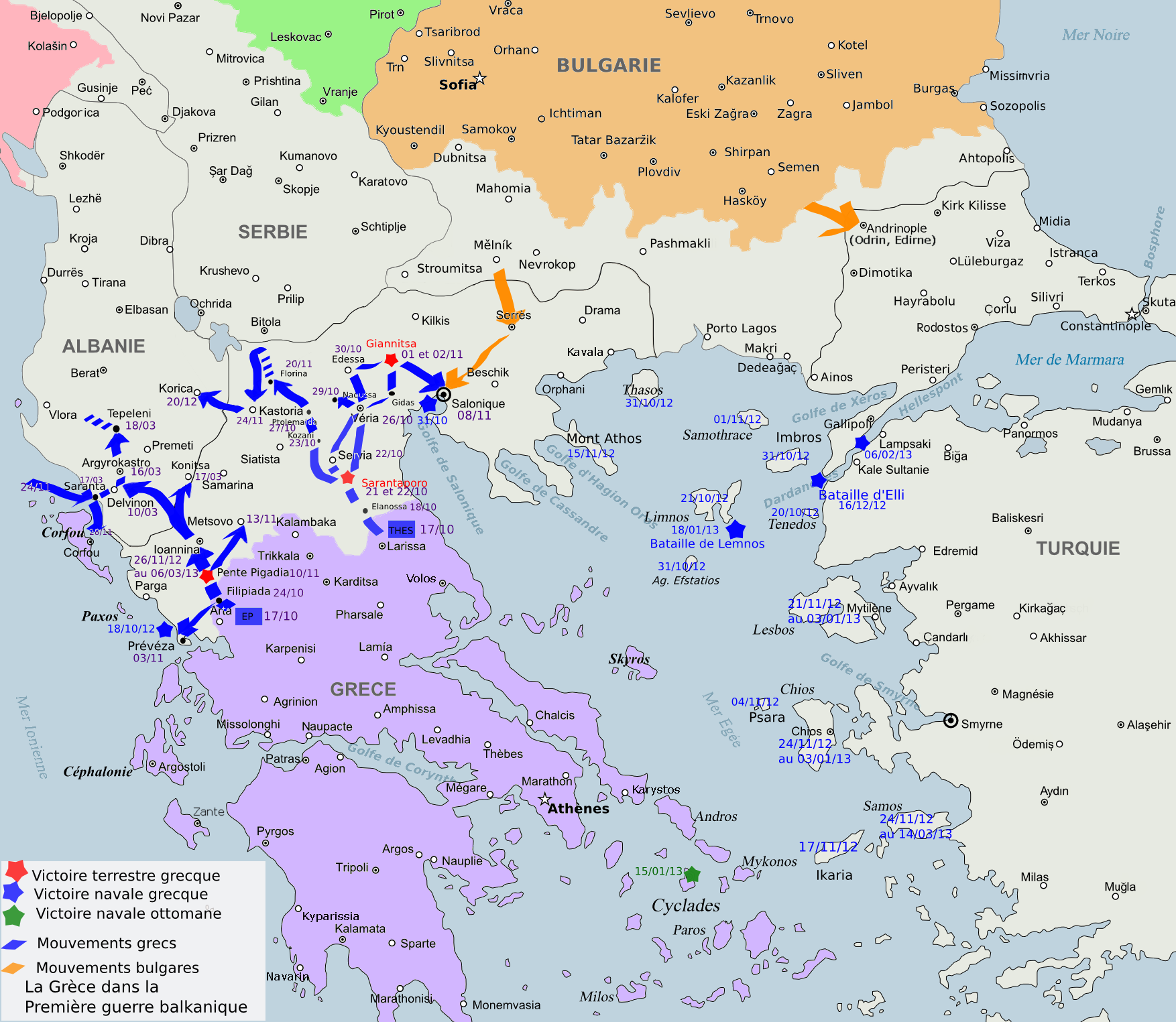
Operações militares gregas durante a Primeira Guerra dos Balcãs (as fronteiras representadas são pós-Segunda Guerra dos Balcãs)

A inteligência otomana interpretou mal desastrosamente as intenções militares gregas. Em retrospectiva, parece que o estado-maior otomano acreditava que o ataque grego seria partilhado igualmente entre as duas principais vias de abordagem, a Macedónia e o Épiro. O Estado-Maior do 2º Exército equilibrou, portanto, uniformemente a força de combate das sete divisões otomanas entre o Corpo Yanya e o VIII Corpo, no Épiro e na Macedônia, respectivamente. O Exército Grego também colocou em campo sete divisões, mas, tendo a iniciativa, concentrou todas as sete contra o VIII Corpo de exército, deixando apenas um número de batalhões independentes de pouca força divisionária na frente do Épiro. Isto teve consequências fatais para o Grupo Ocidental de Exércitos, uma vez que levou à perda precoce do centro estratégico de todas as três frentes macedónias, a cidade de Salónica, facto que selou o seu destino. Numa campanha inesperadamente brilhante e rápida, o Exército da Tessália tomou a cidade. Na ausência de linhas marítimas seguras de comunicações, a manutenção do corredor Salónica-Constantinopla foi essencial para a postura estratégica global do Império Otomano nos Balcãs. Depois que isso acabou, a derrota do exército otomano tornou-se inevitável. É certo que os búlgaros e os sérvios desempenharam um papel significativo na derrota dos principais exércitos otomanos. Suas grandes vitórias em Kirk Kilise, Lule Burgas, Kumanovo e Monastir destruíram os exércitos Oriental e Vardar. Contudo, estas vitórias não foram decisivas no sentido de que puseram fim à guerra. Os exércitos de campo otomanos sobreviveram e, na Trácia, ficaram mais fortes a cada dia. Do ponto de vista estratégico, estas vitórias foram parcialmente possibilitadas pela condição enfraquecida dos exércitos otomanos, provocada pela presença activa do exército e da frota grega.
Com a declaração de guerra, o exército grego da Tessália sob o comando do príncipe herdeiro Constantino avançou para o norte, superando com sucesso a oposição otomana no estreito fortificado de Sarantaporo. Depois de mais uma vitória em Giannitsa, em 2 de novembro [Calend. juliano: 20 de outubro] de 1912 , o comandante otomano Hasan Tahsin Pasha rendeu Salónica e a sua guarnição de 26 000 homens aos gregos em 9 de novembro [Calend. juliano: 27 de outubro] de 1912. Dois QGs do Corpo (Ustruma e VIII), duas divisões Nizamiye (14ª e 22ª) e quatro divisões Redif (Salonika, Drama, Naslic e Serez) foram assim perdidas para a ordem de batalha otomana. Além disso, as forças otomanas perderam 70 peças de artilharia, 30 metralhadoras e 70 000 rifles (Salónica era o depósito central de armas dos exércitos ocidentais). As forças otomanas estimaram que 15 000 oficiais e homens foram mortos durante a campanha na Macedónia, elevando as perdas totais para 41 000 soldados. Outra consequência direta foi que a destruição do exército macedônio selou o destino do exército otomano Vardar, que lutava contra os sérvios ao norte. A queda de Salónica deixou-a estrategicamente isolada, sem abastecimento logístico e profundidade de manobra, garantindo a sua destruição.
Ao saber do resultado da batalha de Yenidje, o alto comando búlgaro despachou com urgência a sua 7ª Divisão de Rila do norte em direção à cidade. A divisão chegou lá uma semana depois, um dia após a sua rendição aos gregos. Até 10 de novembro, a zona ocupada pelos gregos foi expandida para a linha do Lago Dojran até as colinas de Pangaion, a oeste de Kavalla. No sul da Iugoslávia, no entanto, a falta de coordenação entre os quartéis-generais grego e sérvio custou aos gregos um revés na Batalha de Vevi, em 15 de novembro [Calend. juliano: 2 de novembro] de 1912, quando a 5.ª Divisão de Infantaria grega cruzou o seu caminho com o VI Corpo Otomano (uma parte do Exército Vardar composto pelas 16.ª, 17.ª e 18.ª divisões Nizamiye), recuando para a Albânia após a Batalha de Prilep contra os sérvios. A divisão grega, surpreendida pela presença do Corpo Otomano, isolada do resto do exército grego e superada em número pelos agora contra-atacantes otomanos centrados em Bitola, foi forçada a recuar. Como resultado, os sérvios venceram os gregos em Bitola.

#### Frente do Épiro
Na frente do Épiro, o exército grego estava inicialmente em grande desvantagem numérica, mas devido à atitude passiva dos otomanos conseguiu conquistar Preveza (21 de outubro de 1912) e avançar para o norte na direção de Ioannina. Em 5 de novembro, o major Spyros Spyromilios liderou uma revolta na área costeira de Himarë e expulsou a guarnição otomana sem enfrentar resistência significativa,   enquanto em 20 de novembro as tropas gregas da Macedônia ocidental entraram em Korçë. No entanto, as forças gregas na frente Epirota não tinham números para iniciar uma ofensiva contra as posições defensivas de Bizani, projetadas pelos alemães, que protegiam a cidade de Ioannina e, portanto, tiveram que esperar por reforços da frente macedônia.
Após o término da campanha na Macedônia, grande parte do Exército foi transferida para o Épiro, onde o próprio príncipe herdeiro Constantino assumiu o comando. Na Batalha de Bizani, as posições otomanas foram violadas e Ioannina tomada em 6 de março [Calend. juliano: 22 de fevereiro] de 1913. Durante o cerco, em 8 de fevereiro de 1913, o piloto russo N. de Sackoff, voando para os gregos, tornou-se o primeiro piloto abatido em combate, quando seu biplano foi atingido por fogo terrestre após um bombardeio nas paredes do Forte Bizani. Ele desceu perto da pequena cidade de Preveza, na costa norte da ilha jônica de Lefkas, garantiu assistência grega local, consertou seu avião e retomou o voo de volta à base. A queda de Ioannina permitiu ao exército grego continuar o seu avanço no norte do Épiro, a parte sul da moderna Albânia, que ocupou. Aí o seu avanço parou, embora a linha de controle sérvia estivesse muito próxima ao norte.

#### Operações navais nos mares Egeu e Jônico

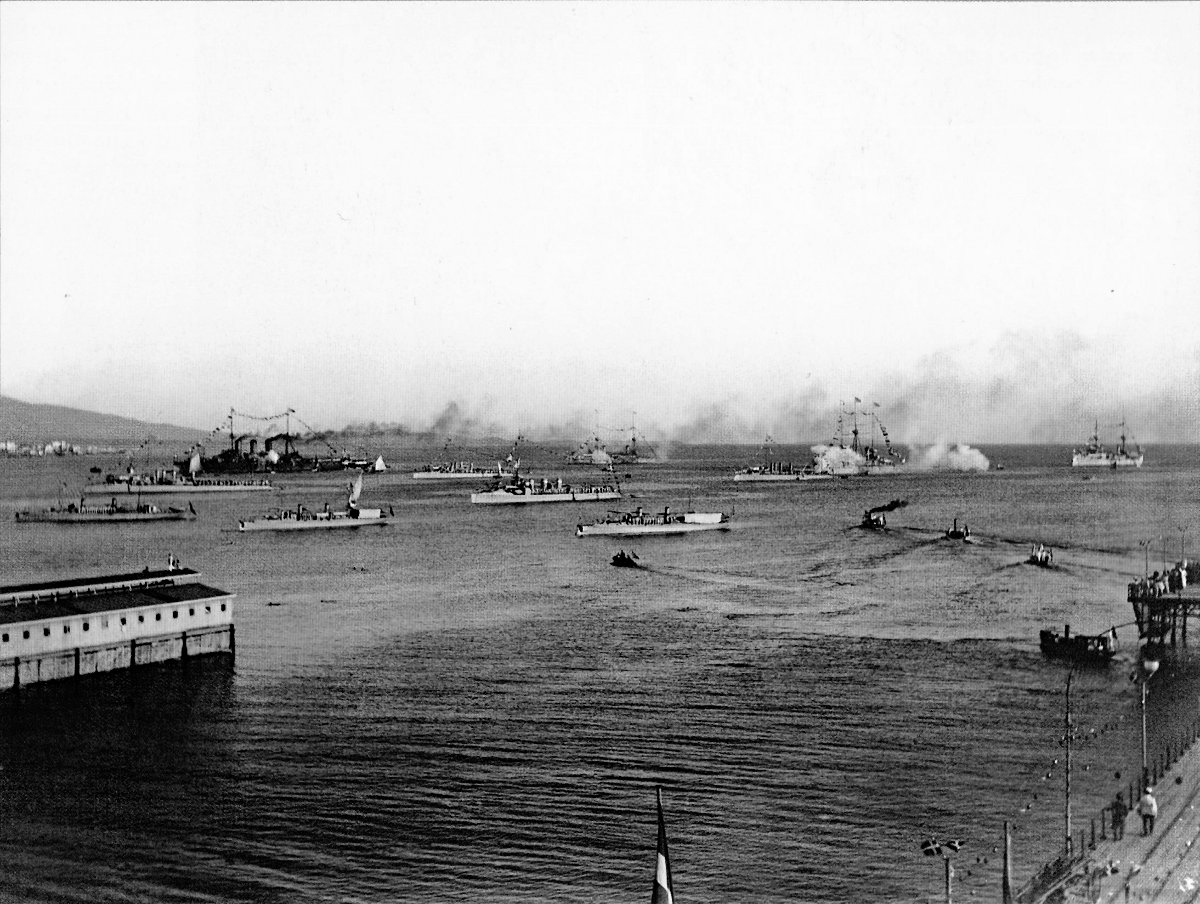
A frota grega reuniu-se na Baía de Phaleron em 18/05 de outubro de 1912, antes de partir para Lemnos

No início das hostilidades em 18 de outubro, a frota grega, colocada sob o comando do recém-promovido contra-almirante Pavlos Kountouriotis, navegou para a ilha de Lemnos, ocupando-a três dias depois (embora os combates tenham continuado na ilha até 27 de outubro) e estabelecendo um ancoradouro. na baía de Moudros . Este movimento foi de grande importância estratégica, pois proporcionou aos gregos uma base avançada próxima dos Dardanelos, o principal ancoradouro e refúgio da frota otomana. Tendo em conta a superioridade da frota otomana em velocidade e peso lateral, os planeadores gregos esperavam que ela saísse do estreito no início da guerra. Dado o despreparo da frota grega resultante da eclosão prematura da guerra, um ataque otomano tão precoce poderia muito bem ter conseguido uma vitória crucial. Em vez disso, a Marinha Otomana passou os primeiros dois meses da guerra em operações contra os búlgaros no Mar Negro, dando aos gregos um tempo valioso para completar os seus preparativos e permitindo-lhes consolidar o seu controlo do Egeu.
Em meados de novembro, os destacamentos navais gregos tinham tomado as ilhas de Imbros, Tasos, Agios Efstratios, Samotrácia, Psara e Icária, enquanto os desembarques foram realizados nas ilhas maiores de Lesbos e Chios apenas em 21 e 27 de novembro, respectivamente. Guarnições otomanas substanciais estavam presentes neste último, e a sua resistência foi feroz. Eles retiraram-se para o interior montanhoso e não foram subjugados até 22 de dezembro e 3 de janeiro, respectivamente. Samos, oficialmente um principado autónomo, não foi atacado até 13 de março de 1913, pelo desejo de não perturbar os italianos no vizinho Dodecaneso. Os confrontos foram de curta duração, pois as forças otomanas retiraram-se para o continente da Anatólia, de modo que a ilha estava seguramente nas mãos dos gregos em 16 de março.

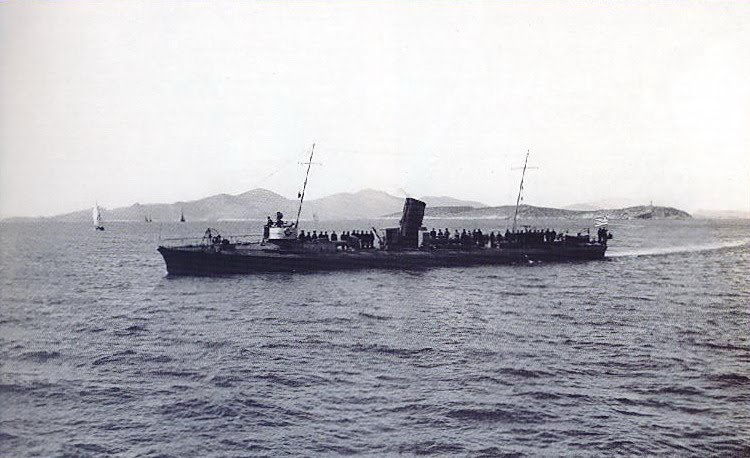
O torpedeiro Nikopolis, antigo Antalya otomano, capturado em Preveza pelos gregos

Ao mesmo tempo, com a ajuda de numerosos navios mercantes convertidos em cruzadores auxiliares, foi instituído um bloqueio naval frouxo nas costas otomanas dos Dardanelos a Suez, o que interrompeu o fluxo de abastecimento dos otomanos (apenas as rotas do Mar Negro para a Roménia permaneceram aberto) e deixou cerca de 250.000 soldados otomanos imobilizados na Ásia. No mar Jónico, a frota grega operou sem oposição, transportando mantimentos para as unidades do exército na frente do Épiro. Além disso, os gregos bombardearam e bloquearam o porto de Vlorë, na Albânia, em 3 de dezembro, e de Durrës, em 27 de fevereiro. Um bloqueio naval que se estende desde a fronteira grega antes da guerra até Vlorë também foi instituído em 3 de dezembro, isolando o recém-criado Governo Provisório da Albânia ali baseado de qualquer apoio externo.
O tenente Nikolaos Votsis obteve um grande sucesso para o moral grego em 31 de outubro: ele navegou com seu torpedeiro nº 11, na calada da noite, até o porto de Tessalônica, afundou o antigo encouraçado otomano Feth-i Bülend e escapou ileso. No mesmo dia, as tropas gregas do Exército do Épiro tomaram a base naval otomana de Preveza. Os otomanos afundaram os quatro navios ali presentes, mas os gregos conseguiram resgatar os torpedeiros italianos Antalya e Tokat, que foram encomendados à Marinha grega como Nikopolis e Tatoi, respectivamente. Em 9 de novembro, o navio armado otomano de madeira Trabzon foi interceptado e afundado pelo torpedeiro grego nº 14 comandado pelo tenente Periklis Argyropoulos ao largo de Ayvalık.

##### Confrontos fora dos Dardanelos

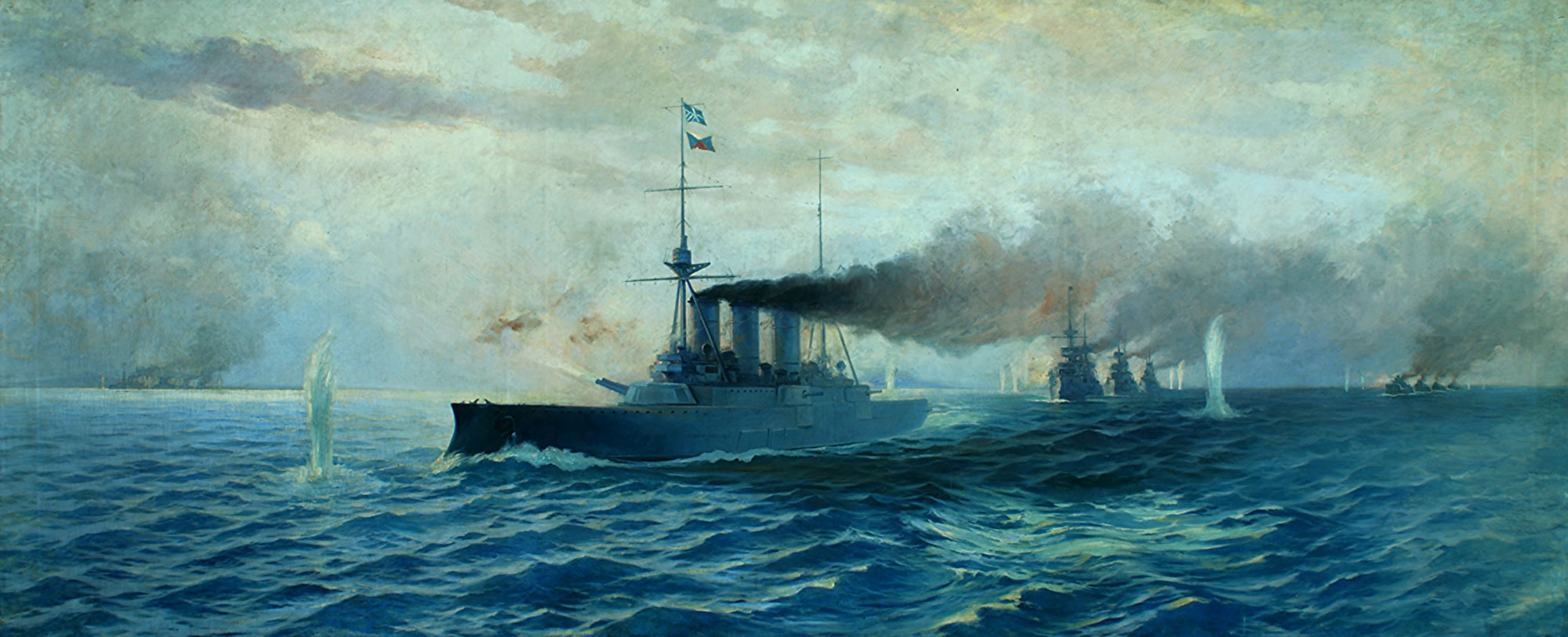
A Batalha Naval de Elli, pintura a óleo de Vassileios Chatzis, 1913

A principal frota otomana permaneceu dentro dos Dardanelos durante o início da guerra, enquanto os destróieres gregos patrulhavam continuamente a saída do Estreito para informar sobre uma possível surtida. Kountouriotis sugeriu minas do estreito, mas não aceitou por medo de reações internacionais.  Em 7 de dezembro, o chefe da frota otomana Tahir Bey foi substituído por Ramiz Naman Bey, o líder da facção falcão entre o corpo de oficiais. Foi acordada uma nova estratégia, segundo a qual os otomanos deveriam aproveitar qualquer ausência da nau capitânia grega Averof para atacar os outros navios gregos. O estado-maior otomano formulou um plano para atrair para uma armadilha vários destróieres gregos em patrulha. Uma primeira tentativa desse tipo em 12 de dezembro falhou devido a problemas na caldeira, mas a segunda tentativa, dois dias depois, resultou em um confronto indeciso entre os destróieres gregos e o cruzador Mecidiye.
A primeira grande ação da frota da guerra, a Batalha Naval de Elli, foi travada dois dias depois, em 16 de dezembro [Calend. juliano: 3 de dezembro] de 1912. A frota otomana, com quatro couraçados, nove destróieres e seis torpedeiros, navegou até a entrada do estreito. Os navios otomanos mais leves permaneceram para trás, mas a esquadra de navios de guerra avançou para o norte, sob a cobertura dos fortes de Kumkale, e enfrentou a frota grega, vinda de Imbros, às 9h40. Deixando para trás os navios de guerra mais antigos, Kountouriotis liderou o Averof em ação independente: utilizando sua velocidade superior, cortou a proa da frota otomana. Sob o fogo de ambos os lados, os otomanos foram rapidamente forçados a retirar-se para os Dardanelos. Todo o combate durou menos de uma hora, na qual a frota otomana sofreu pesados danos aos Barbaros Hayreddin e 18 mortos e 41 feridos (a maioria durante a sua retirada desordenada) e os gregos um morto e sete feridos.
Após Elli, em 20 de dezembro, o enérgico Tenente Comandante Rauf Bey foi colocado no comando efetivo da frota otomana. Dois dias depois, ele liderou suas forças, na esperança de novamente encurralar os destróieres gregos em patrulha entre duas divisões da frota otomana, uma rumo a Imbros e a outra esperando na entrada do estreito. O plano falhou porque os navios gregos rapidamente quebraram o contato, enquanto ao mesmo tempo o Mecidiye foi atacado pelo submarino grego Delfin, que lançou um torpedo contra ele, mas errou; o primeiro ataque desse tipo na história. Durante este tempo, o Exército Otomano continuou a pressionar uma Marinha relutante num plano para a reocupação de Tenedos, que os destróieres gregos usaram como base, através de uma operação anfíbia. A operação estava marcada para 4 de janeiro. Naquele dia, as condições climáticas eram ideais e a frota estava pronta, mas o regimento Yenihan destinado à operação não chegou a tempo. Mesmo assim, o estado-maior naval ordenou que a frota fizesse uma surtida e desenvolveu-se um confronto com a frota grega, sem quaisquer resultados significativos de ambos os lados. Surtidas semelhantes ocorreram em 10 e 11 de janeiro, mas os resultados dessas operações de "gato e rato" foram sempre os mesmos: "os destróieres gregos sempre conseguiram permanecer fora do alcance dos navios de guerra otomanos, e cada vez que os cruzadores dispararam alguns tiros antes interrompendo a perseguição".

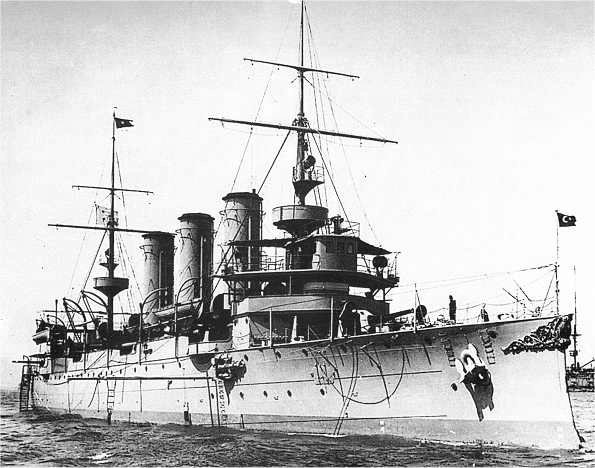
O cruzador otomano Hamidiye. As suas façanhas durante a sua viagem de oito meses pelo Mediterrâneo foram um grande incentivo ao moral dos otomanos.

Em preparação para a próxima tentativa de quebrar o bloqueio grego, o Almirantado Otomano decidiu criar uma distração enviando o cruzador ligeiro Hamidiye, capitaneado por Rauf Bey, para atacar a navegação mercante grega no Egeu. Esperava-se que o Averof, a única grande unidade grega rápida o suficiente para capturar o Hamidiye, fosse perseguido e deixasse o restante da frota grega enfraquecido. No caso, Hamidiye escapou das patrulhas gregas na noite de 14 para 15 de janeiro e bombardeou o porto da ilha grega de Syros, afundando o cruzador auxiliar grego Makedonia que ali estava ancorado (mais tarde foi içado e reparado). O Hamidiye deixou então o Egeu em direção ao Mediterrâneo Oriental, fazendo escalas em Beirute e Porto Said antes de entrar no Mar Vermelho. Embora tenha proporcionado um grande impulso moral aos otomanos, a operação não conseguiu atingir o seu objetivo principal, pois Kountouriotis recusou-se a deixar o seu posto e perseguir os Hamidiye.

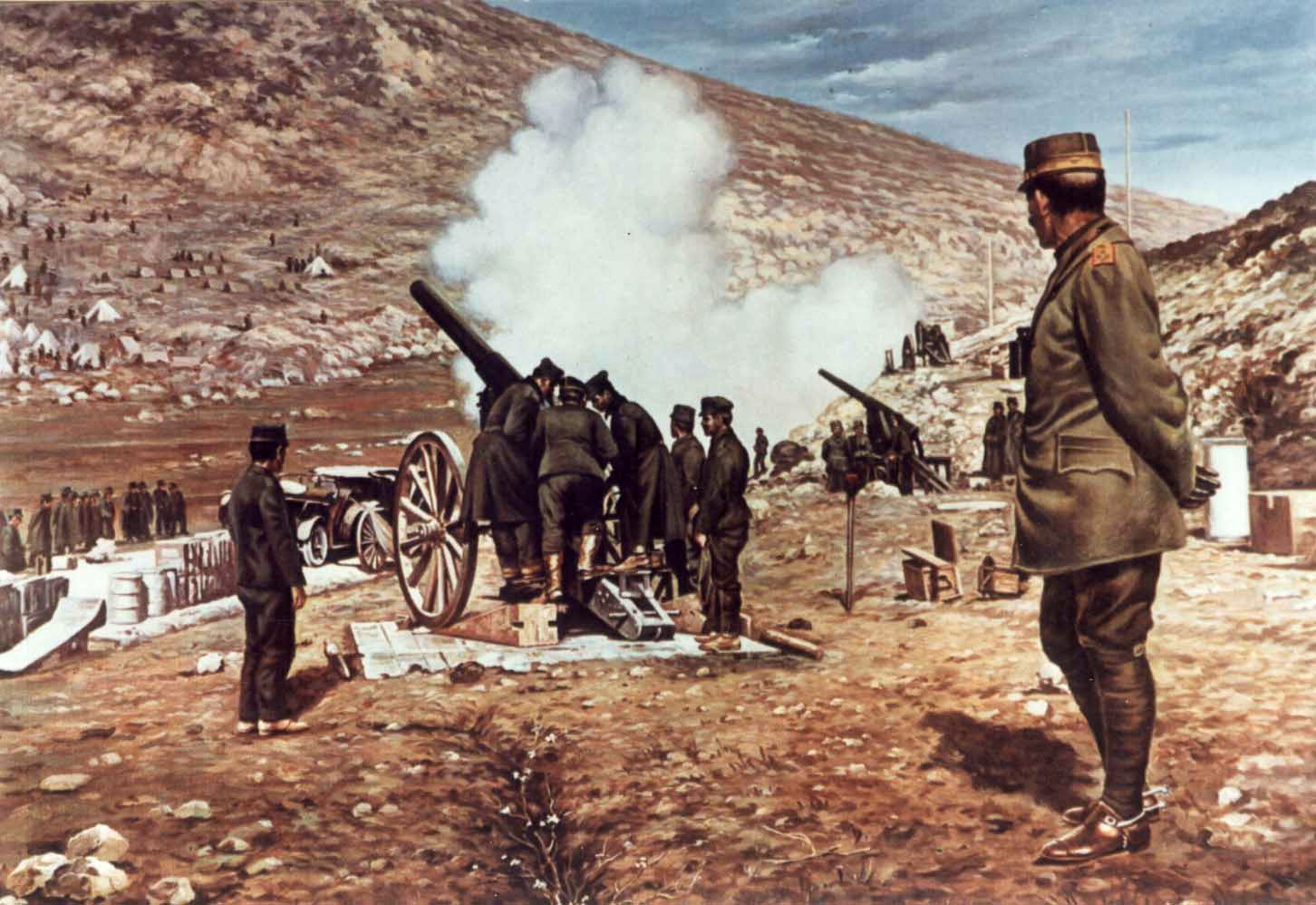
O príncipe herdeiro Constantino observando a artilharia pesada durante a Batalha de Bizani

Quatro dias depois, em 18 de janeiro [Calend. juliano: 5 de janeiro] de 1913, quando a frota otomana voltou a atacar do estreito em direção a Lemnos, foi derrotada pela segunda vez na Batalha Naval de Lemnos. Desta vez, os navios de guerra otomanos concentraram o seu fogo no Averof, que mais uma vez aproveitou a sua velocidade superior e tentou " cruzar o T " da frota otomana. Barbaros Hayreddin foi novamente fortemente danificado e a frota otomana foi forçada a retornar ao abrigo dos Dardanelos e seus fortes. Os otomanos sofreram 41 mortos e 101 feridos. Foi a última tentativa da Marinha Otomana de deixar os Dardanelos, deixando assim os gregos dominantes no Egeu. Em 5 de fevereiro [Calend. juliano: 24 de janeiro] de 1913, um Farman MF.7 grego, pilotado pelo tenente Moutousis e tendo como observador o alferes Moraitinis, realizou um reconhecimento aéreo da frota otomana no seu ancoradouro em Nagara, e lançou quatro bombas sobre os navios ancorados. Embora não tenha obtido nenhum acerto, esta operação é considerada a primeira operação naval-aérea da história militar.

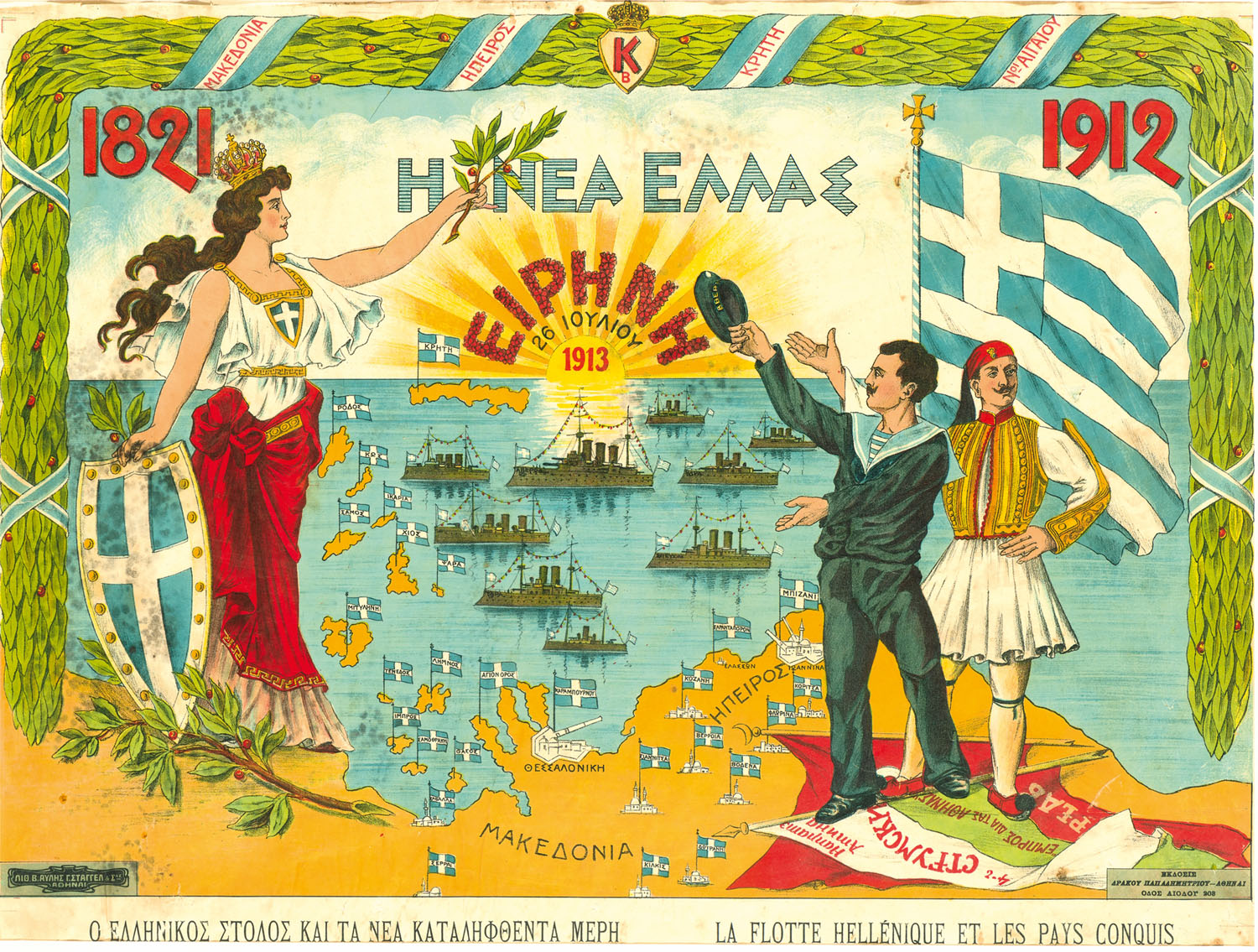
Cartaz celebrando a "Nova Hélade" após as Guerras dos Balcãs

O general Nikola Ivanov, comandante do 2º Exército Búlgaro, reconheceu o papel da frota grega na vitória geral da Liga Balcânica, afirmando que "a actividade de toda a frota grega e acima de tudo do Averof foi o principal factor no sucesso geral do aliados".

#### Fim da Guerra
O Tratado de Londres encerrou a guerra, mas ninguém ficou satisfeito e logo os quatro aliados se desentenderam por causa da divisão da Macedônia. Em junho de 1913, a Bulgária atacou a Grécia e a Sérvia, dando início à Segunda Guerra Balcânica, mas foi derrotada. O Tratado de Bucareste, que encerrou a guerra, deixou a Grécia com o sul do Épiro, a metade sul da Macedónia, Creta e as ilhas do Egeu, exceto o Dodecaneso, que tinha sido ocupado pela Itália em 1911. Estes ganhos quase duplicaram a área e a população da Grécia.

### 1914–1924: Primeira Guerra Mundial, crises e a primeira abolição da monarquia

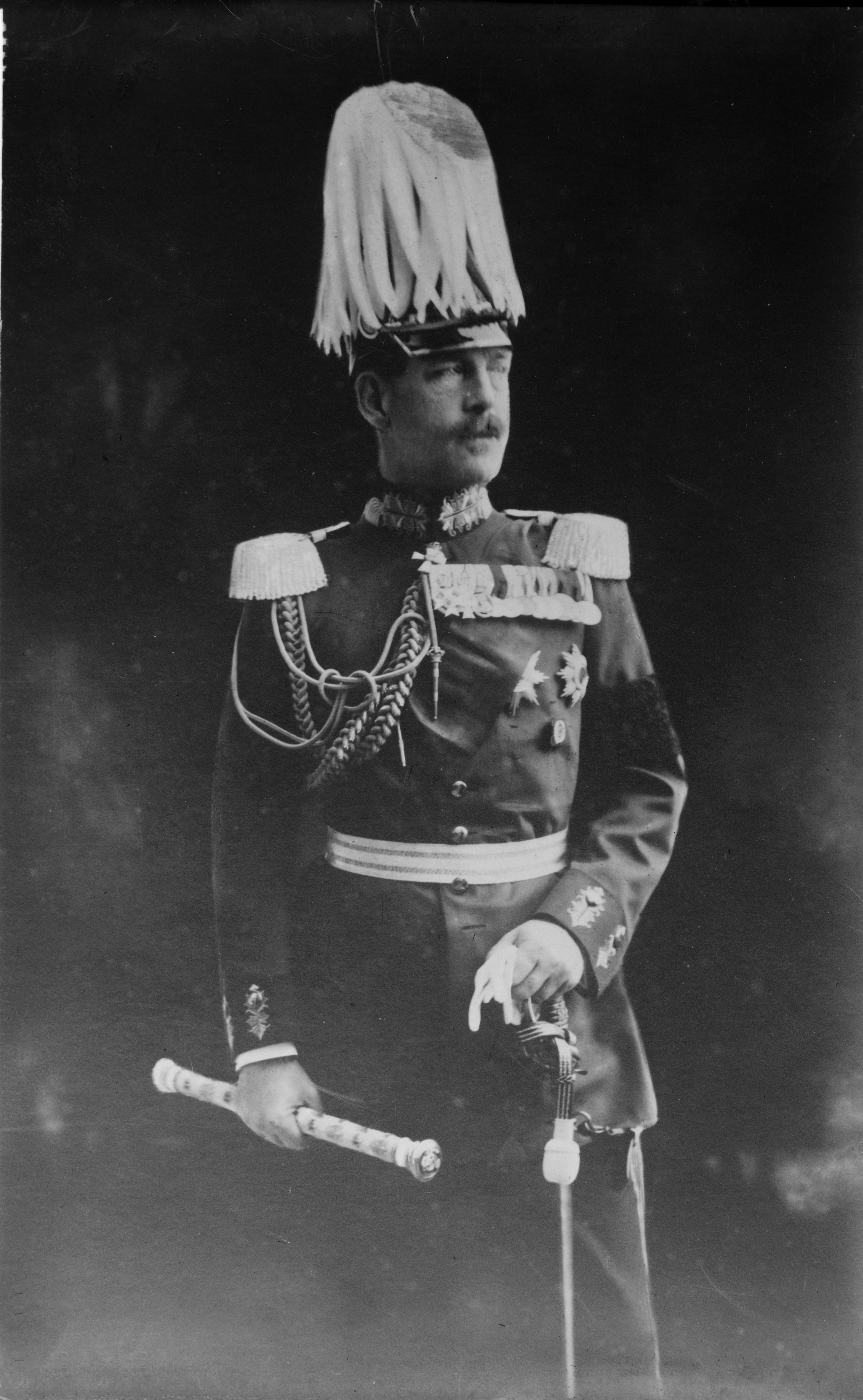
Rei Constantino I em uniforme de marechal de campo alemão. Suas simpatias pró-alemãs levaram-no a favorecer um curso de neutralidade na Primeira Guerra Mundial.

Em março de 1913, um anarquista, Aléxandros Schinas, assassinou o rei Jorge em Salónica, e o seu filho subiu ao trono como Constantino I. Constantino foi o primeiro rei grego nascido na Grécia e o primeiro a ser ortodoxo grego. Seu próprio nome foi escolhido no espírito do nacionalismo grego romântico (a Megáli Idea), evocando os imperadores bizantinos com esse nome. Além disso, como comandante-chefe do exército grego durante as guerras dos Balcãs, a sua popularidade era enorme, rivalizada apenas pela de Venizelos, seu primeiro-ministro.
Quando eclodiu a Primeira Guerra Mundial em 1914, apesar do tratado de aliança da Grécia com a Sérvia, ambos os líderes preferiram manter uma posição neutra. No entanto, quando, no início de 1915, as Potências Aliadas pediram ajuda grega na campanha dos Dardanelos, oferecendo Chipre em troca, as suas opiniões divergentes tornaram-se aparentes: Constantino tinha sido educado na Alemanha, era casado com Sofia da Prússia, irmã do Kaiser Guilherme, e estava convencido da vitória das Potências Centrais. Venizelos, por outro lado, era um anglófilo ardente, e acreditava na vitória dos Aliados.

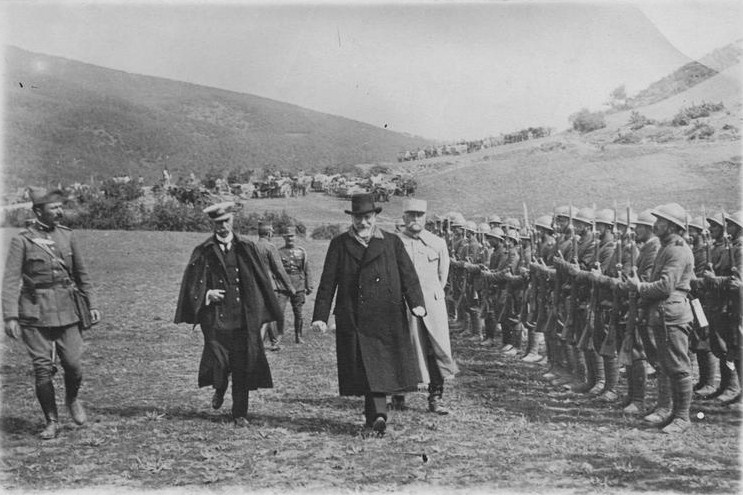
Venizelos revisando uma seção do exército grego na frente macedônia durante a Primeira Guerra Mundial, 1917. Ele está acompanhado pelo almirante Pavlos Kountouriotis (esquerda) e pelo general Maurice Sarrail (direita).

Uma vez que a Grécia, um país marítimo, não podia opor-se à poderosa marinha britânica, e citando a necessidade de uma trégua após duas guerras, o rei Constantino favoreceu a continuidade da neutralidade, enquanto Venizelos procurava activamente a entrada grega na guerra do lado Aliado. Venizelos renunciou, mas venceu as eleições seguintes, e novamente formou o governo. Quando a Bulgária entrou na guerra como aliada alemã em outubro de 1915, Venizelos convidou as forças da Entente para a Grécia (a frente de Salónica), pelo que foi novamente demitido por Constantino.

Alexandre sendo empossado rei da Grécia após a abdicação e partida de seu pai em junho de 1917

Em agosto de 1916, após vários incidentes em que ambos os combatentes invadiram o território grego ainda teoricamente neutro, os oficiais venizelistas levantaram-se em Salónica, controlada pelos Aliados, e Venizelos estabeleceu ali um governo separado. Constantino governava agora apenas no que era a Grécia antes das Guerras Balcânicas ("Velha Grécia"), e seu governo estava sujeito a repetidas humilhações por parte dos Aliados. Em Novembro de 1916 os franceses ocuparam o Pireu, bombardearam Atenas e forçaram a frota grega a render-se. As tropas monarquistas dispararam contra eles, levando a uma batalha entre as forças monarquistas francesas e gregas. Houve também motins contra apoiantes de Venizelos em Atenas (o Noemvriana).

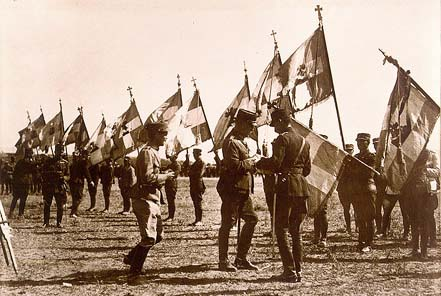
Constantino decorando bandeiras de guerra regimentais do exército grego na Ásia Menor durante a Guerra Greco-Turca (1919–1922)

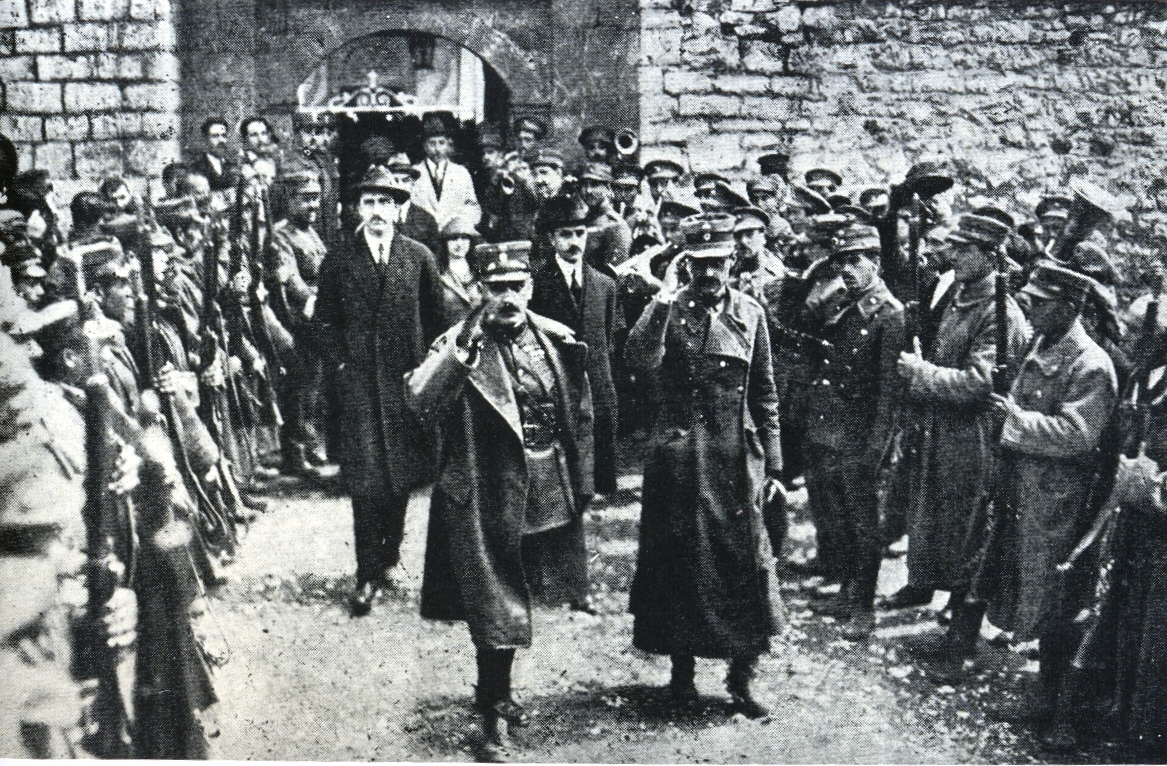
Os líderes da Revolução de Setembro de 1922

Após a Revolução de Fevereiro na Rússia, no entanto, o apoio do Czar ao seu primo foi removido e Constantino foi forçado a deixar o país, sem realmente abdicar, em Junho de 1917. Seu segundo filho, Alexandre, tornou-se rei, enquanto a família real restante e os monarquistas mais proeminentes seguiram para o exílio. Venizelos liderou agora uma Grécia superficialmente unida na guerra do lado Aliado, mas abaixo da superfície, a divisão da sociedade grega em Venizelistas e anti-Venizelistas, o chamado Cisma Nacional. 
Com o fim da guerra em Novembro de 1918, o moribundo Império Otomano estava pronto para ser dividido entre os vencedores, e a Grécia esperava agora que as Potências Aliadas cumprissem as suas promessas. Em grande medida, através dos esforços diplomáticos de Venizelos, a Grécia garantiu a Trácia Ocidental no Tratado de Neuilly em novembro de 1919 e a Trácia Oriental e uma zona em torno de Esmirna, na Anatólia Ocidental (já sob administração grega desde maio de 1919) no Tratado de Sèvres de agosto. 1920. O futuro de Constantinopla ficou por determinar. Mas, ao mesmo tempo, surgiu um movimento nacionalista na Turquia, liderado por Mustafa Kemal (mais tarde Kemal Atatürk), que criou um governo rival em Ancara e estava empenhado na luta contra o exército grego. 
Neste ponto, no entanto, o cumprimento da Idéia Megali parecia próximo. No entanto, a divisão na sociedade grega era tão profunda que, no seu regresso à Grécia, foi feita uma tentativa de assassinato em Venizelos por dois antigos oficiais monarquistas. O Partido Liberal de Venizelos perdeu as eleições convocadas em novembro de 1920 e, num referendo pouco depois, o povo grego votou pelo regresso do rei Constantino do exílio, após a morte repentina de Alexandre. A Oposição Unida, que fez campanha com o slogan do fim da guerra na Anatólia, intensificou-a. No entanto, a restauração monarquista teve consequências terríveis: muitos oficiais venizelistas veteranos foram demitidos ou deixaram o exército, enquanto a Itália e a França consideraram o regresso do odiado Constantino um pretexto útil para mudar o seu apoio a Kemal. Finalmente, em agosto de 1922, o exército turco destruiu a frente grega e tomou Esmirna.
O exército grego evacuou não só a Anatólia, mas também a Trácia Oriental e as ilhas de Imbros e Tenedos (Tratado de Lausana). Foi acordado um intercâmbio obrigatório de população entre os dois países, com mais de 1,5 milhões de cristãos e quase meio milhão de muçulmanos desenraizados. Esta catástrofe marcou o fim da Ideia Megali e deixou a Grécia financeiramente exausta, desmoralizada e tendo de alojar e alimentar um número proporcionalmente enorme de refugiados.
A catástrofe aprofundou a crise política, com o regresso do exército a levantar-se sob o comando de oficiais venizelistas e a forçar o rei Constantino a abdicar novamente, em setembro de 1922, a favor do seu filho primogénito, Jorge II. O "Comitê Revolucionário", liderado pelos coronéis Stylianos Gonatas (que logo se tornaria primeiro-ministro) e Nikolaos Plastiras se envolveu em uma caça às bruxas contra os monarquistas, culminando no "Julgamento dos Seis". Em outubro de 1923, foram convocadas eleições para dezembro, que formariam uma Assembleia Nacional com poderes para redigir uma nova constituição. Após um golpe monarquista fracassado, os partidos monárquicos abstiveram-se, levando a uma vitória esmagadora para os liberais e seus aliados. O rei Jorge II foi convidado a deixar o país e, em 25 de março de 1924, Alexandros Papanastasiou proclamou a Segunda República Helênica, ratificada por plebiscito um mês depois.

### Restauração da Monarquia e Regime de 4 de Agosto

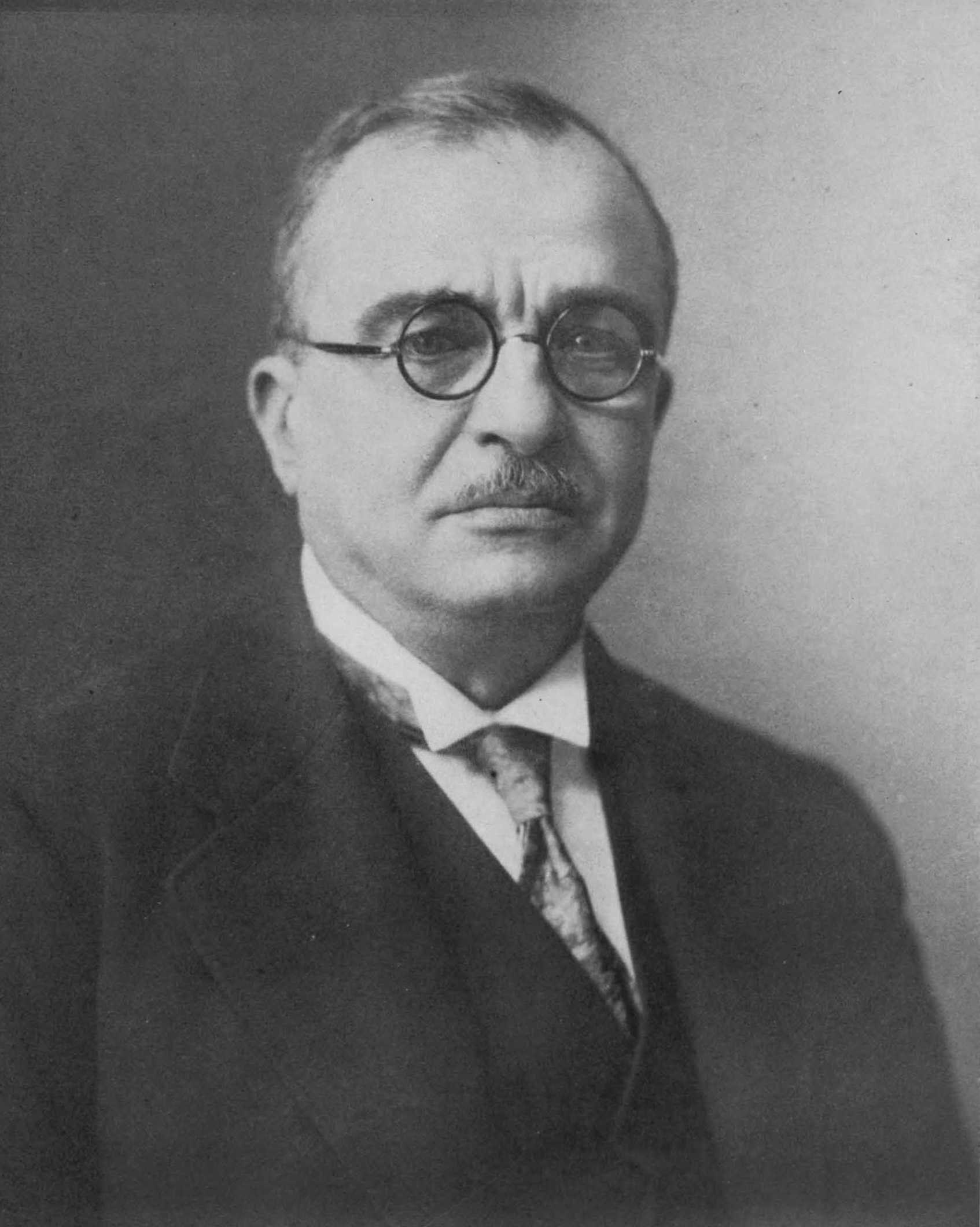
Ioánnis Metaxás em 1937

Em 10 de outubro de 1935, poucos meses depois de suprimir um golpe venizelista em março de 1935, Geórgios Kondílis, o antigo forte venizelista, aboliu a República em outro golpe e declarou a monarquia restaurada. Um plebiscito fraudado confirmou a mudança de regime (com 97,88% dos votos) e o Rei George II regressou.

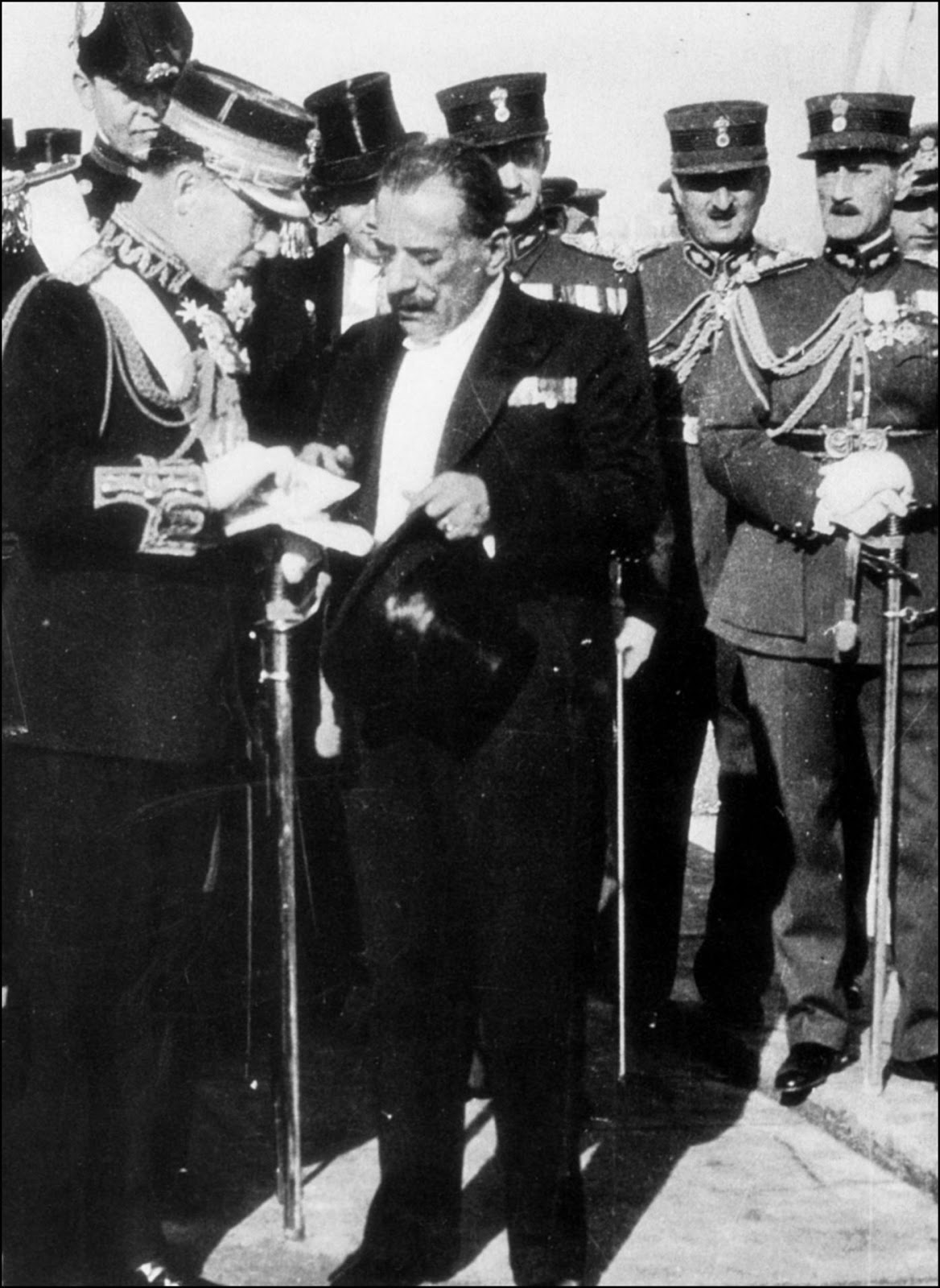
Kondílis com Jorge II em 1935

O rei Jorge II demitiu imediatamente Kondylis e nomeou o professor Konstantinos Demertzis como primeiro-ministro interino. Venizelos entretanto, no exílio, apelou ao fim do conflito sobre a monarquia dada a ameaça à Grécia proveniente da ascensão da Itália Fascista. Os seus sucessores como líder liberal, Themistoklis Sophoulis e Georgios Papandreou, concordaram, e a restauração da monarquia foi aceite. As eleições de 1936 resultaram num parlamento empatado, com os comunistas a manterem a balança. Como nenhum governo pôde ser formado, Demertzis continuou. Ao mesmo tempo, uma série de mortes deixou a cena política grega em desordem: Kondylis morreu em fevereiro, Venizelos em Março, Demertzis em Abril e Tsaldaris em Maio. O caminho estava agora livre para Ioánnis Metaxás, que sucedeu a Demertzis como primeiro-ministro interino.
Metaxás, um general monarquista aposentado, acreditava que um governo autoritário era necessário para evitar conflitos sociais e, especialmente, reprimir o poder ascendente do Partido Comunista da Grécia. Em 4 de agosto de 1936, com o apoio do rei, suspendeu o parlamento e estabeleceu o Regime de 4 de Agosto. Os comunistas foram suprimidos e os líderes liberais foram para o exílio interno. O regime de Metaxás promoveu vários conceitos como a "Terceira Civilização Helênica", a saudação romana, uma organização nacional da juventude, e introduziu medidas para obter apoio popular, como o Instituto Grego de Seguro Social (IKA), ainda a maior instituição de seguridade social em Grécia.
Apesar destes esforços, o regime carecia de uma ampla base popular ou de um movimento de massas que o apoiasse. O povo grego era geralmente apático, sem se opor ativamente a Metaxás. Metaxás também melhorou as defesas do país em preparação para a próxima guerra europeia, construindo, entre outras medidas defensivas, a "Linha Metaxás". Apesar de imitar o fascismo e os fortes laços económicos com a ressurgente Alemanha Nazista, Metaxás seguiu uma política de neutralidade, dados os laços tradicionalmente fortes da Grécia com a Grã-Bretanha, reforçados pela anglofilia pessoal do rei Jorge II. Em Abril de 1939, a ameaça italiana aproximou-se subitamente, quando a Itália anexou a Albânia, após o que a Grã-Bretanha garantiu publicamente as fronteiras da Grécia. Assim, quando eclodiu a Segunda Guerra Mundial em Setembro de 1939, a Grécia permaneceu neutra.

### Segunda Guerra Mundial

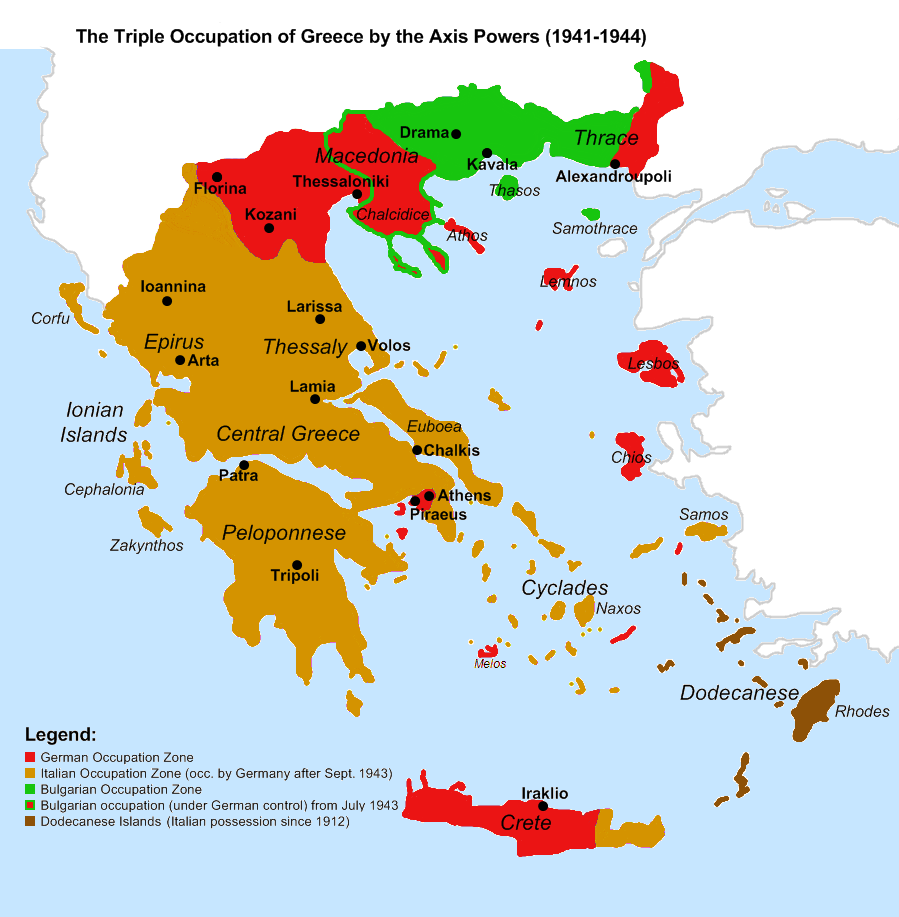
As três zonas de ocupação:
Italiana
Alemã
Território anexado pela BulgáriaA zona italiana foi tomada pelos alemães em setembro de 1943

Apesar desta neutralidade declarada, a Grécia tornou-se alvo das políticas expansionistas de Mussolini. As provocações contra a Grécia incluíram o naufrágio do cruzador ligeiro Elli em 15 de agosto de 1940. As tropas italianas cruzaram a fronteira em 28 de outubro de 1940, dando início à Guerra Greco-Italiana, mas foram detidas por uma determinada defesa grega e, por fim, rechaçadas para a Albânia. Metaxás morreu repentinamente em janeiro de 1941. A sua morte aumentou as esperanças de uma liberalização do seu regime e da restauração do governo parlamentar, mas o Rei Jorge anulou essas esperanças quando manteve a máquina do regime em funcionamento.
Entretanto, Adolf Hitler foi relutantemente forçado a desviar as tropas alemãs para resgatar Mussolini da derrota e atacou a Grécia através daIugoslávia e da Bulgária em 6 de Abril de 1941. Apesar da assistência britânica, no final de maio, os alemães haviam invadido a maior parte do país. O rei e o governo fugiram para Creta, onde permaneceram até o final da Batalha de Creta. Transferiram-se então para o Egito, onde foi estabelecido um governo no exílio.

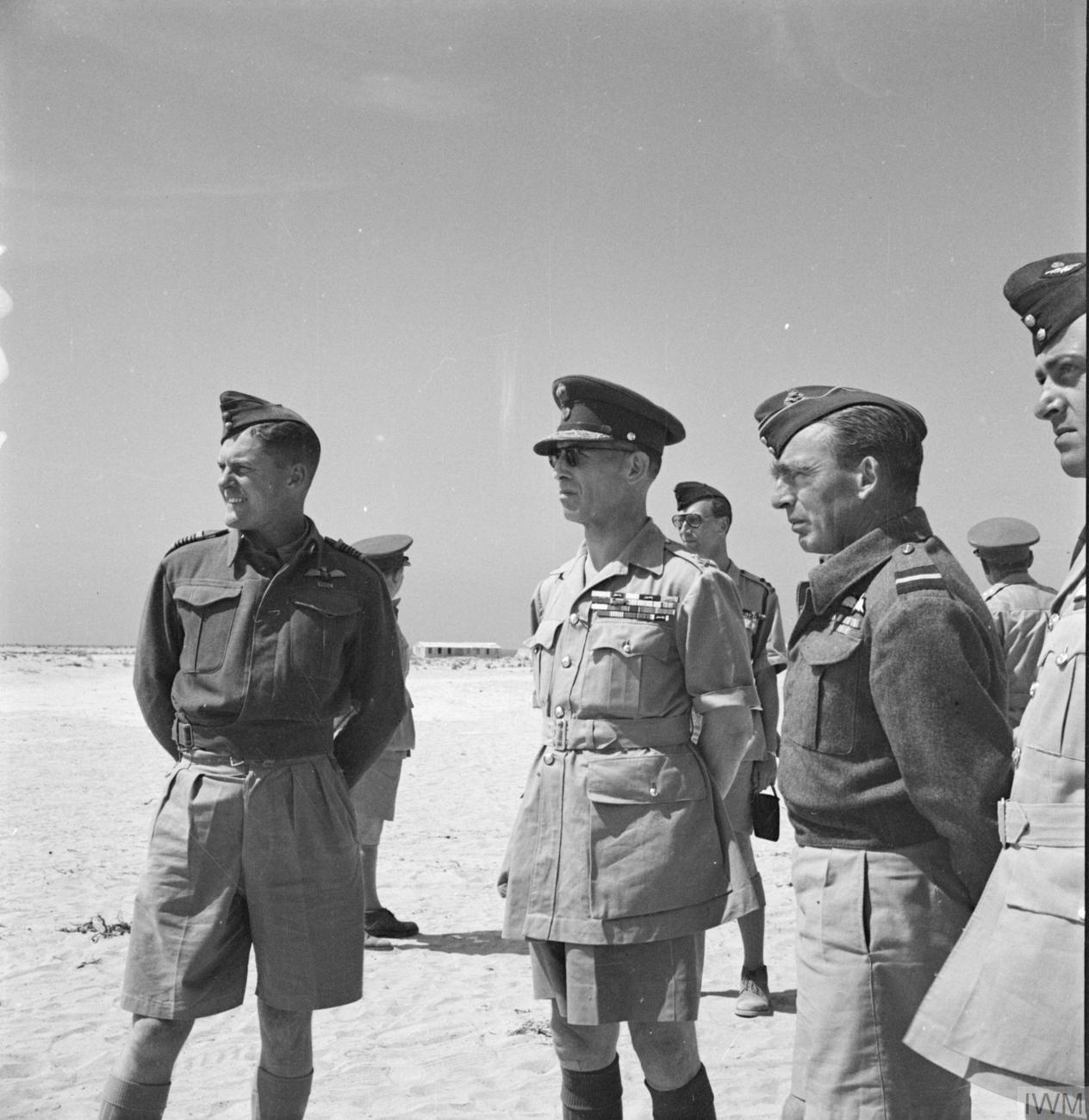
Jorge II durante sua visita a uma estação de caça grega, 1944

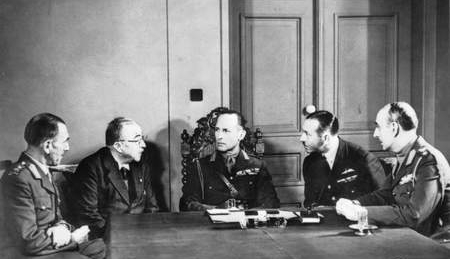
Ioannis Metaxás com o Rei Jorge II e Aléxandros Papagós durante uma reunião do Conselho de Guerra Anglo-Grego

O país ocupado foi dividido em três zonas (alemã, italiana e búlgara) e em Atenas foi estabelecido um regime fantoche. Os membros eram conservadores ou nacionalistas com tendências fascistas. Os três primeiros-ministros traidores foram Geórgios Tsolákoklu, o general que assinou o armistício com a Wehrmacht, Konstantínos Logothetópulos, e Ioánnis Rállis, que assumiu o cargo quando a derrota alemã era inevitável, e visava principalmente combater o movimento de Resistência de esquerda. Para tanto, criou os Batalhões de Segurança colaboracionistas.
A Grécia sofreu terríveis privações durante a Segunda Guerra Mundial, pois os alemães se apropriaram da maior parte da produção agrícola do país e impediram a operação das suas frotas pesqueiras. Como resultado, e porque um bloqueio britânico inicialmente prejudicou os esforços de ajuda externa, resultou uma fome em grande escala, quando centenas de milhares de pessoas morreram, especialmente no inverno de 1941-1942. Entretanto, nas montanhas do continente grego, surgiram vários movimentos de resistência e, em meados de 1943, as forças do Eixo controlavam apenas as principais cidades e as estradas de ligação, enquanto uma "Grécia Livre" foi criada nas montanhas.
O maior grupo de resistência, a Frente de Libertação Nacional (EAM), era controlado pelos comunistas, assim como o (ELAS) liderado por Aris Velouchiotis e uma guerra civil logo eclodiu entre ela e grupos não-comunistas como a Liga Nacional Republicana Grega (EDES) nas áreas libertadas dos alemães. O governo exilado no Cairo manteve contatos apenas intermitentes com o movimento de resistência e não exerceu praticamente nenhuma influência no país ocupado.
Parte disto deveu-se à impopularidade do Rei Jorge II na própria Grécia, mas apesar dos esforços dos políticos gregos, o apoio britânico garantiu a sua manutenção à frente do governo do Cairo. À medida que a derrota alemã se aproximava, as várias facções políticas gregas reuniram-se no Líbano em Maio de 1944, sob os auspícios britânicos, e formaram um governo de unidade nacional, sob Geórgios Papandréu, no qual a EAM foi representada por seis ministros.

### Guerra Civil Grega (1946-1949)
As forças alemãs retiraram-se em 12 de outubro de 1944 e o governo no exílio regressou a Atenas. Após a retirada alemã, o exército de guerrilha EAM-ELAS controlou efetivamente a maior parte da Grécia, mas os seus líderes estavam relutantes em assumir o controlo do país, pois sabiam que Stalin tinha concordado que a Grécia estaria na esfera de influência britânica após a guerra. As tensões entre Papandreou, apoiado pelos britânicos, e a EAM, especialmente sobre a questão do desarmamento dos vários grupos armados, levaram à demissão dos ministros deste último do governo. 
Poucos dias depois, em 3 de dezembro de 1944, uma manifestação pró-EAM em grande escala em Atenas terminou em violência e deu início a uma intensa luta de casa em casa com as forças britânicas e monárquicas (a Dekemvriana). Após três semanas, os comunistas foram derrotados: o acordo de Varkiza pôs fim ao conflito e desarmou a ELAS, e foi formado um governo de coligação instável. A reação anti-EAM transformou-se num "Terror Branco" em grande escala, o que exacerbou as tensões.
Os comunistas boicotaram as eleições de março de 1946 e, no mesmo dia, os combates eclodiram novamente. No final de 1946, o Exército Democrático Comunista da Grécia foi formado, opondo-se ao Exército Nacional governamental, que foi apoiado primeiro pela Grã-Bretanha e depois de 1947 pelos Estados Unidos.
Os sucessos comunistas em 1947-1948 permitiram-lhes circular livremente por grande parte da Grécia continental, mas com a extensa reorganização, a deportação das populações rurais e o apoio material americano, o Exército Nacional foi lentamente capaz de recuperar o controlo sobre a maior parte do campo. Em 1949, os insurgentes sofreram um grande golpe, pois a Iugoslávia fechou suas fronteiras após a ruptura entre o marechal Josip Broz Tito com a União Soviética. 
Em agosto de 1949, o Exército Nacional comandado pelo marechal Aléxandros Papagós lançou uma ofensiva que forçou os restantes insurgentes a render-se ou a fugir através da fronteira norte para o território dos vizinhos comunistas do norte da Grécia. A guerra civil resultou em 100 000 mortos e causou perturbações económicas catastróficas. Além disso, pelo menos 25 mil gregos foram evacuados voluntária ou forçadamente para países do bloco oriental, enquanto 700 mil tornaram-se pessoas deslocadas dentro do país. Muitos mais emigraram para a Austrália e outros países.
O acordo do pós-guerra viu a expansão territorial da Grécia, iniciada em 1832, chegar ao fim. O Tratado de Paris de 1947 exigia que a Itália entregasse as ilhas do Dodecaneso à Grécia. Estas foram as últimas áreas de língua maioritária grega a serem unidas ao Estado grego, com exceção de Chipre, que era uma possessão britânica até se tornar independente em 1960. A homogeneidade étnica da Grécia aumentou com a expulsão pós-guerra de 25 000 albaneses do Épiro (ver albaneses Cham). 
As únicas minorias remanescentes significativas são os muçulmanos na Trácia Ocidental (cerca de 100 000) e uma pequena minoria de língua eslava no norte. Os nacionalistas gregos continuaram a reivindicar o sul da Albânia (que chamavam de Épiro do Norte), lar de uma população grega significativa (cerca de 3%-12% em toda a Albânia), e as ilhas de Imvros e Tenedos, controladas pelos turcos, onde havia minorias gregas menores.

### Grécia do pós-guerra e a queda da monarquia (1950-1973)

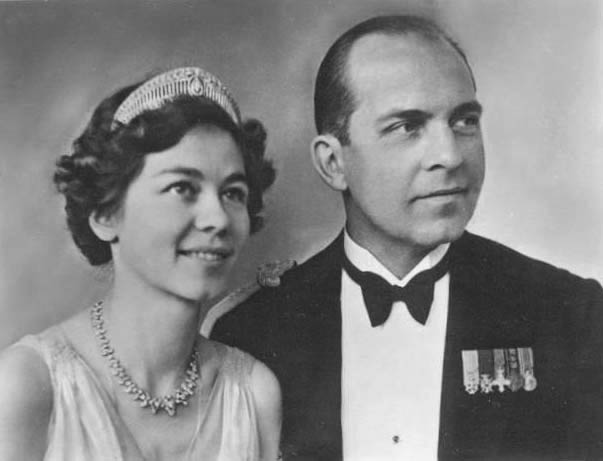
Paulo da Grécia com sua esposa Frederica

Durante a Guerra Civil (1946-1949), mas ainda mais depois disso, os partidos no parlamento foram divididos em três concentrações políticas. A formação política Direita-Centro-Esquerda, dada a exacerbação da animosidade política que precedeu a divisão do país na década de 1940, tendeu a transformar a concorrência dos partidos em posições ideológicas. 

Estandarte real (1936–1973)

No início da década de 1950, as forças do Centro (EPEK) conseguiram ganhar o poder e, sob a liderança do idoso general Nikólaos Plastíras, governaram durante cerca de meio mandato de quatro anos. Tratava-se de uma série de governos com capacidade de manobra limitada e influência inadequada na arena política. Este governo, assim como os que se seguiram, esteve constantemente sob os auspícios americanos. A derrota da EPEK nas eleições de 1952, para além de aumentar as medidas repressivas que diziam respeito aos derrotados da Guerra Civil, marcou também o fim da posição política geral que representava, nomeadamente o consenso político e a reconciliação social.
A esquerda, que tinha sido excluída da vida política do país, encontrou uma forma de expressão através da constituição da EDA (Esquerda Democrática Unida) em 1951, que se revelou um pólo significativo, mas constantemente excluído dos centros de decisão. Após a dissolução do centro como instituição política autónoma, a EDA praticamente expandiu a sua influência eleitoral para uma parte significativa do centro-esquerda baseado na EAM.

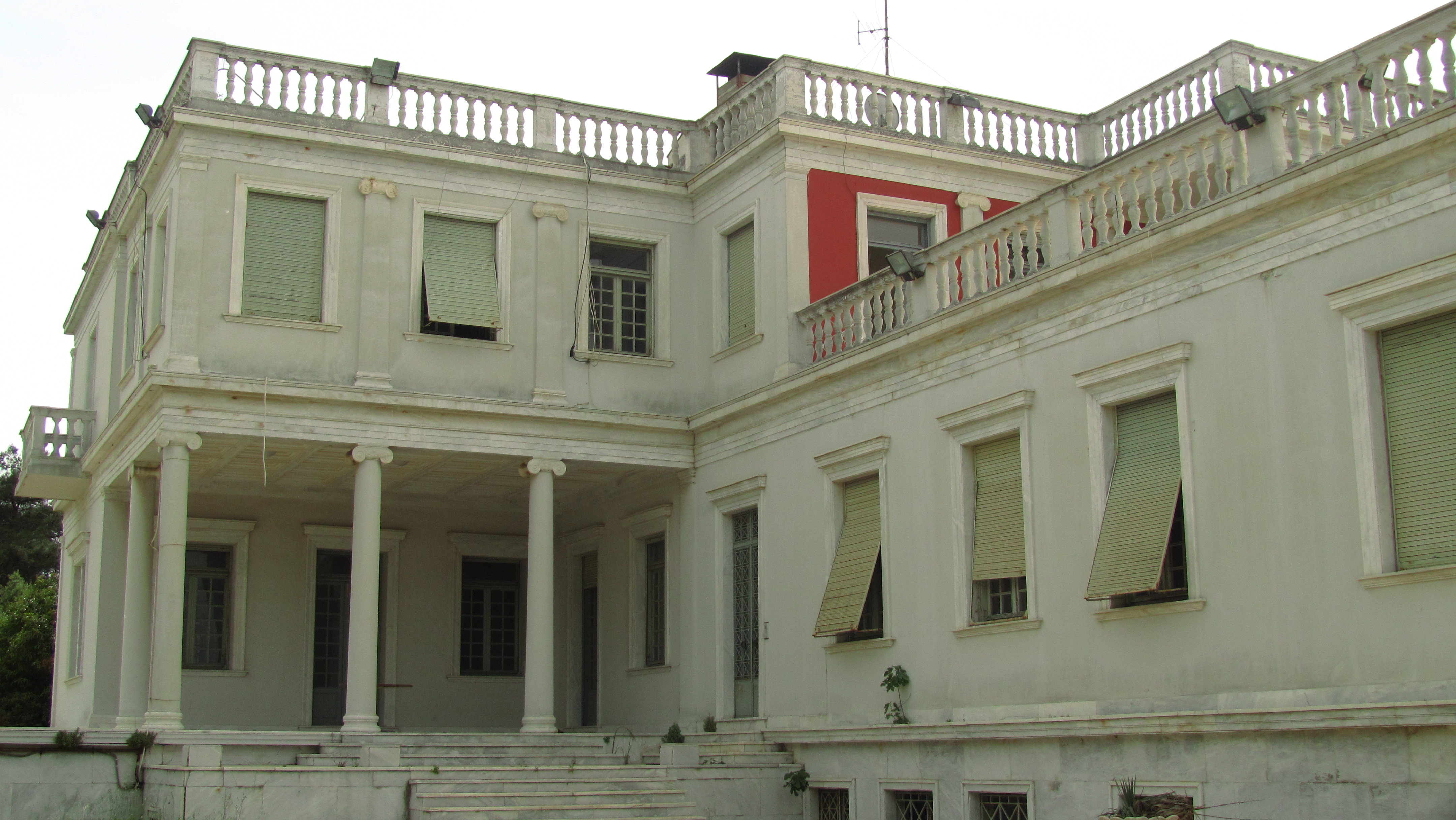
A antiga residência real em Salónica (Casa do Governo)

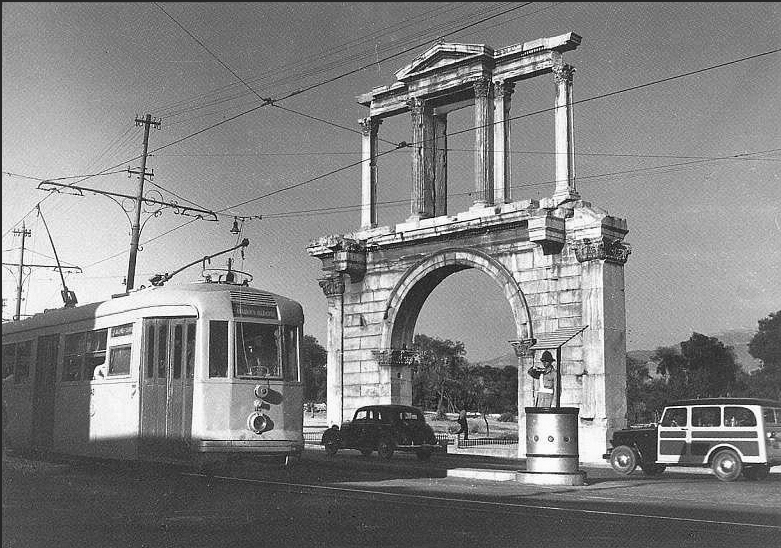
Atenas na década de 1950

A estratégia de desenvolvimento adoptada pelo país foi incorporada em planos quinquenais organizados centralmente; no entanto, sua orientação era indistinta. A emigração média anual, que absorveu o excesso de mão-de-obra e contribuiu para taxas de crescimento extremamente elevadas, excedeu o aumento natural anual da população. O influxo de grandes quantidades de capital privado estrangeiro estava a ser facilitado e o consumo estava a expandir-se. Estes, associados ao aumento do turismo, à expansão da atividade marítima e às remessas de migrantes, tiveram um efeito positivo na balança de pagamentos.
O pico de desenvolvimento registou-se principalmente na indústria transformadora, principalmente na indústria têxtil e química e no sector da metalurgia, cuja taxa de crescimento tendeu a atingir 11% durante 1965-1970. O outro grande ramo onde se produziram consequências económicas e sociais distintas foi o da construção. Consideração, uma invenção grega, favoreceu a criação de uma classe de pequenos e médios empreiteiros, por um lado, e estabeleceu o sistema habitacional e o estatuto de propriedade, por outro.
Durante essa década, os jovens surgiram na sociedade como uma potência social distinta, com presença autónoma (criação de uma nova cultura na música, moda, etc.) e exibindo dinamismo na afirmação dos seus direitos sociais. A independência concedida a Chipre, que foi minada desde o início, constituiu o foco principal das mobilizações de jovens ativistas, juntamente com as lutas visando reformas na educação, que foram concretizadas provisoriamente, em certa medida, através da reforma educativa de 1964. O país contou e foi influenciado pela Europa – geralmente com atraso – e pelas tendências atuais como nunca antes. Assim, num certo sentido, a imposição da junta militar entrou em conflito com os acontecimentos sociais e culturais.
O país mergulhou numa crise política prolongada e as eleições foram marcadas para finais de abril de 1967. No entanto, em 21 de abril de 1967, um grupo de coronéis de direita liderados pelo coronel Georgios Papadopoulos tomou o poder num golpe de estado que estabeleceu o Regime dos Coronéis. As liberdades civis foram suprimidas, tribunais militares especiais foram criados e os partidos políticos foram dissolvidos. Vários milhares de supostos comunistas e opositores políticos foram presos ou exilados em remotas ilhas gregas. O alegado apoio dos EUA à junta é considerado a causa do aumento do antiamericanismo na Grécia durante e após o governo severo da junta.
No entanto, os primeiros anos da junta também assistiram a uma recuperação acentuada da economia, com aumento do investimento estrangeiro e obras de infraestruturas em grande escala. A junta foi amplamente condenada no estrangeiro, mas dentro do país o descontentamento só começou a aumentar depois de 1970, quando a economia abrandou. Mesmo as forças armadas, a base do regime, não ficaram imunes. Em maio de 1973, um golpe planejado pela Marinha Helênica foi reprimido por pouco, mas levou ao motim dos Velos, cujos oficiais buscaram asilo político na Itália. Em resposta, o líder da junta Papadopoulos tentou conduzir o regime para uma democratização controlada, abolindo a monarquia e declarando-se Presidente da República.

## Política

### Constituições Monárquicas Gregas

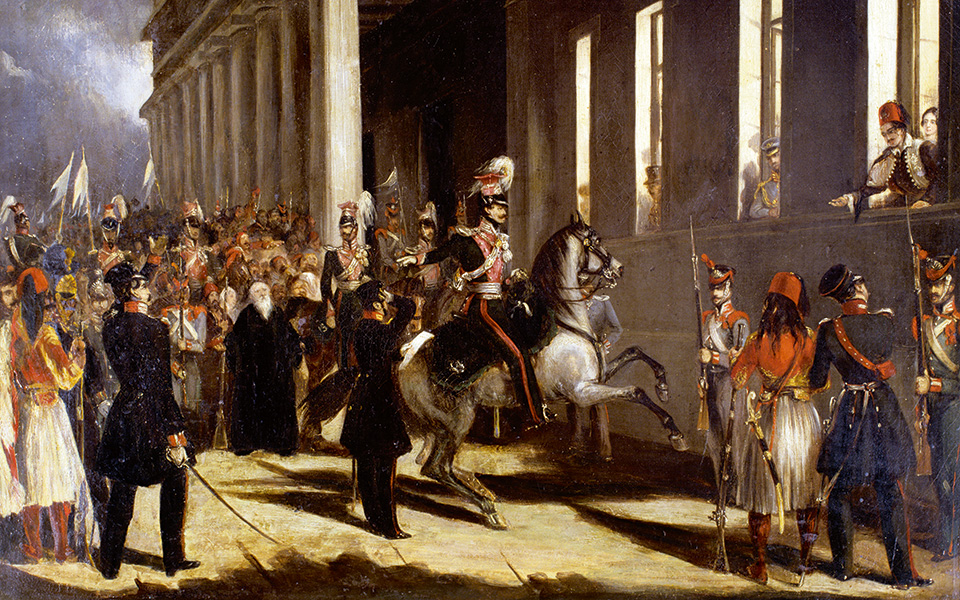
Dimitrios Kallergis a cavalo durante a Revolução de 3 de setembro de 1843

A primeira constituição do Reino da Grécia foi a Constituição Grega de 1844. Em 3 de setembro de 1843, a guarnição militar de Atenas, com a ajuda dos cidadãos, rebelou-se e exigiu do rei Oto a concessão de uma constituição.

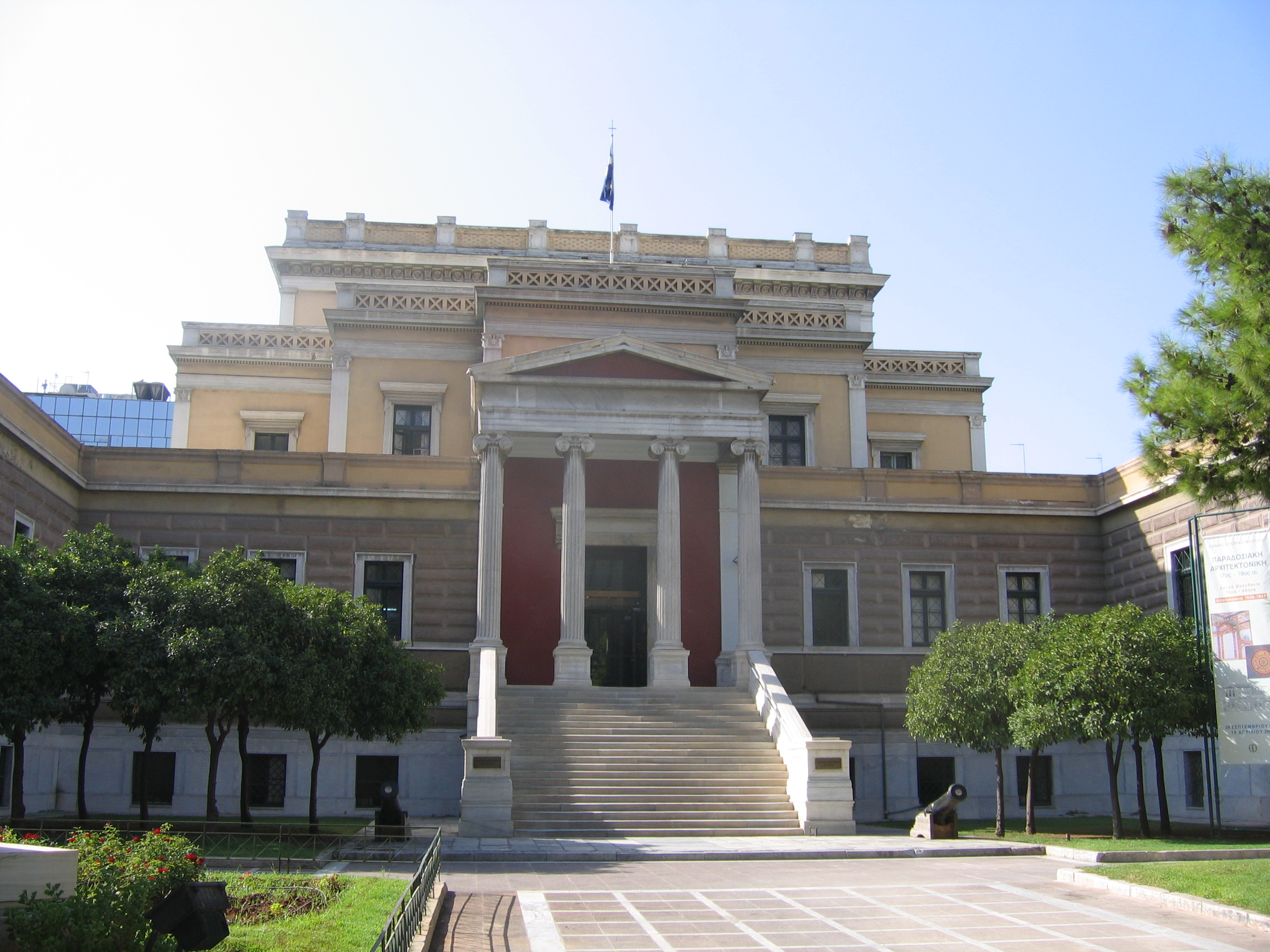
A antiga casa do Parlamento, Atenas

A Constituição proclamada em março de 1844 resultou dos trabalhos da "Assembleia Nacional dos Helenos de 3 de setembro em Atenas" e foi um Pacto Constitucional, ou seja, um contrato entre o monarca e a Nação. Esta Constituição restabeleceu a Monarquia Constitucional e foi baseada na Constituição Francesa de 1830 e na Constituição Belga de 1831.
As suas principais disposições eram as seguintes: Estabeleceu o princípio da soberania monárquica, sendo o monarca o poder decisivo do Estado; o poder legislativo seria exercido pelo rei – que também tinha o direito de ratificar as leis – pelo Parlamento e pelo Senado. Os membros do Parlamento não podiam ter menos de 80 anos e foram eleitos para um mandato de três anos por sufrágio universal. Os senadores foram nomeados vitaliciamente pelo Rei, e o seu número foi fixado em 27, embora esse número pudesse aumentar em caso de necessidade e por vontade do monarca, mas não poderia ultrapassar a metade do número de membros do Parlamento.
Fica estabelecida a responsabilidade dos ministros pelas ações do Rei, que também os nomeia e destitui. A justiça provém do Rei e é dispensada em seu nome pelos juízes que ele próprio nomeia. Por último, esta Assembleia votou a lei eleitoral de 18 de Março de 1844, que foi a primeira lei europeia a prever, em essência, o sufrágio universal masculino. 
A Segunda Assembleia Nacional dos Helenos teve lugar em Atenas (1863-1864) e tratou tanto da eleição de um novo soberano como da elaboração de uma nova Constituição, implementando assim a transição da monarquia constitucional para uma república Coroada.
Após a recusa do Príncipe Alfredo do Reino Unido (eleito por esmagadora maioria no primeiro referendo do país em novembro de 1862) em aceitar a coroa do reino grego, o governo ofereceu a coroa ao príncipe dinamarquês George Christian Willem da Casa de Schleswig-Holstein-Sonderburg-Glucksburg, que foi coroado Rei constitucional da Grécia sob o nome de "Jorge I, Rei dos Helenos".
A Constituição de 1864 foi elaborada seguindo os modelos das Constituições da Bélgica de 1831 e da Dinamarca de 1849, e estabeleceu em termos claros o princípio da soberania popular, uma vez que o único órgão legislativo com poderes reversíveis era agora o Parlamento. Além disso, o artigo 31.º reiterava que todos os poderes provinham da Nação e deviam ser exercidos nos termos da Constituição, enquanto o artigo 44.º estabelecia o princípio da responsabilização, tendo em consideração que o Rei apenas possuía os poderes que lhe eram conferidos pelo Constituição e pelas leis que a aplicam. 
A Assembleia escolheu o sistema de Parlamento de câmara única (Vouli) com mandato de quatro anos, e daí aboliu o Senado, que muitos acusaram de ser uma ferramenta nas mãos da monarquia. Eleições diretas, secretas e universais foram adotadas como forma de eleger os deputados, enquanto as eleições deveriam ser realizadas simultaneamente em todo o país. 
Além disso, o artigo 71 introduziu um conflito entre ser membro do parlamento e funcionário público assalariado ou prefeito ao mesmo tempo, mas não com servir como oficial do exército.
A Constituição reiterou várias cláusulas da Constituição de 1844, como a de que o rei nomeia e demite os ministros e que estes são responsáveis pela pessoa do monarca, mas também permitiu ao Parlamento estabelecer "comissões examinadoras". Além disso, o rei preservou o direito de convocar o Parlamento em sessões ordinárias e extraordinárias, e de dissolvê-lo a seu critério, desde que, no entanto, o decreto de dissolução também fosse assinado pelo Gabinete.
A Constituição repetiu literalmente a cláusula do artigo 24 da Constituição de 1844, segundo a qual “O Rei nomeia e destitui os seus Ministros”. Esta frase insinuava que os ministros estavam praticamente subordinados ao monarca e, portanto, respondiam não só ao Parlamento, mas também a ele. Além disso, em nenhum lugar da Constituição foi afirmado que o rei era obrigado a nomear o Gabinete em conformidade com a vontade da maioria no Parlamento. Esta foi, no entanto, a interpretação que as forças políticas modernizadoras do país defenderam, invocando o princípio da soberania popular e o espírito do regime parlamentar.

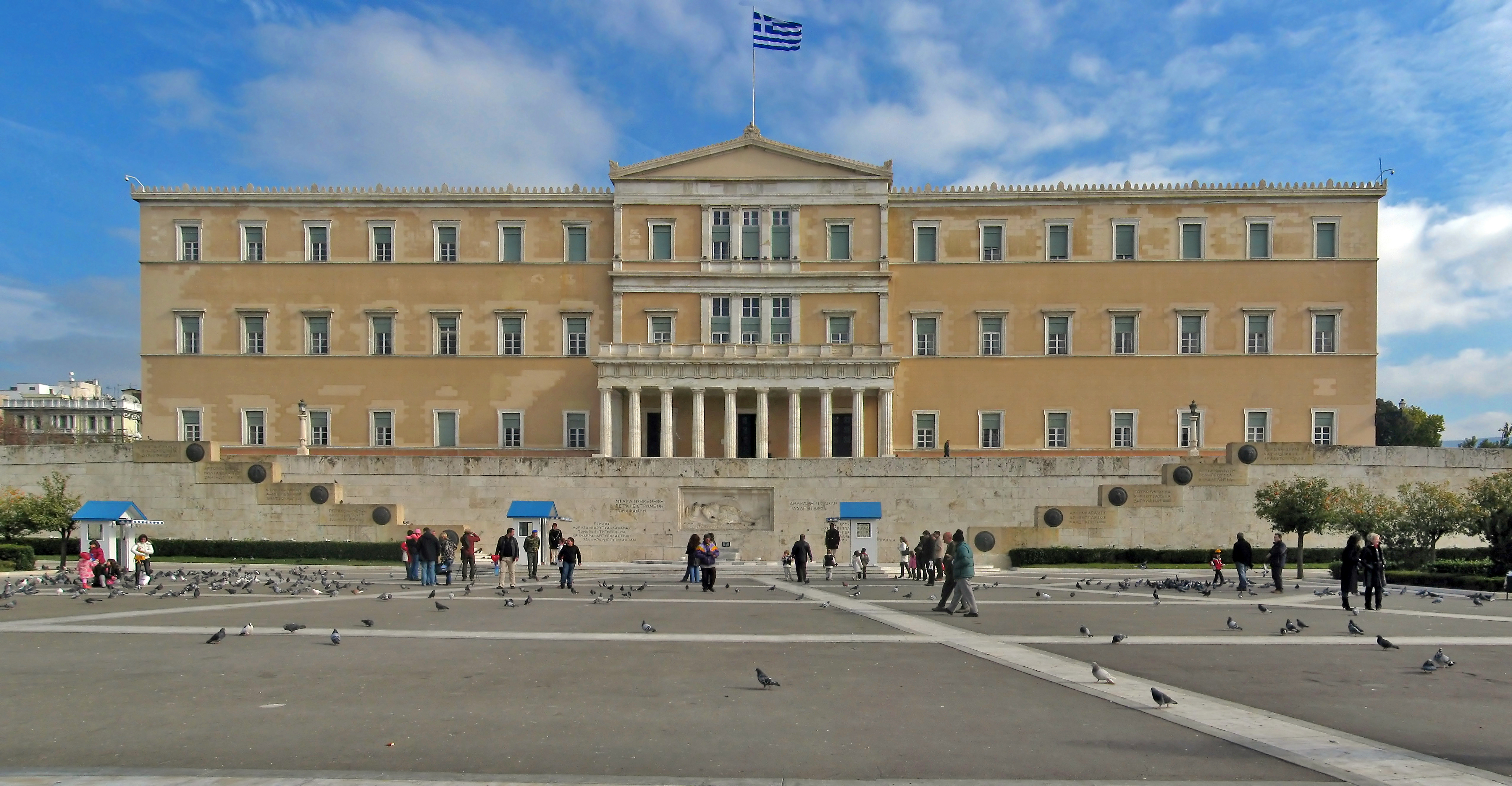
O Antigo Palácio Real de Atenas acolhe o Parlamento Helênico desde 1929.

Finalmente conseguiram impô-lo através do princípio da “confiança manifesta” do Parlamento, expresso em 1875 por Charílaos Trikúpis e que, nesse mesmo ano, no seu Discurso da Coroa, o Rei Jorge I se comprometeu expressamente a defender: “Exijo como um pré-requisito, de tudo o que chamo ao meu lado para me ajudar no governo do país, é possuir a confiança manifesta da maioria dos representantes da Nação. Além disso, aceito que esta aprovação venha do Parlamento, pois sem ele o harmonioso o funcionamento da política seria impossível".
A instauração do princípio da “confiança manifesta” no final da primeira década da democracia coroada contribuiu para o desaparecimento de uma prática constitucional que, em muitos aspectos, reiterava as experiências negativas do período do reinado do rei Oto. Na verdade, de 1864 a 1875, tiveram lugar numerosas eleições de validade duvidosa, ao mesmo tempo que, adicionalmente e mais importante, houve um envolvimento ativo do Trono em assuntos políticos através da nomeação de governos que gozavam de uma minoria no Parlamento, ou através da demissão forçada de governos maioritários, quando as suas opiniões políticas entraram em conflito com as da coroa.
A Constituição Grega de 1911 foi um grande passo em frente na história constitucional da Grécia. Após a ascensão ao poder de Elefthérios Venizélos após a revolta de Goudi em 1909, Venizelos começou a tentar reformar o estado. O principal resultado disto foi uma grande revisão da Constituição Grega de 1864. 
As alterações mais notáveis à Constituição de 1864 relativas à proteção dos direitos humanos, foram a proteção mais eficaz da segurança pessoal, da igualdade na carga fiscal, do direito de reunião e da inviolabilidade do domicílio. Além disso, a Constituição facilitou a expropriação para atribuir propriedades a agricultores sem terra, ao mesmo tempo que protegia judicialmente os direitos de propriedade.
Outras mudanças importantes incluíram a instituição de um Tribunal Eleitoral para a resolução de litígios eleitorais decorrentes das eleições parlamentares, a adição de novos conflitos para deputados, o restabelecimento do Conselho de Estado como o mais alto tribunal administrativo (que, no entanto, foi constituído e funcionava apenas sob a Constituição de 1927), a melhoria da proteção da independência judicial e o estabelecimento da inamovibilidade dos funcionários públicos. Finalmente, pela primeira vez, a Constituição previu a educação obrigatória e gratuita para todos e declarou o Katharevousa (ou seja, o arcaico grego "purificado") como a "língua oficial da Nação".

## Economia

### Século XIX
A Grécia entrou no seu período de independência recém-conquistada num estado um pouco diferente do da Sérvia, que partilhava muitos dos problemas económicos pós-independência, como a reforma agrária. Em 1833, os gregos assumiram o controlo de uma zona rural devastada pela guerra, despovoada em alguns pontos e dificultada pela agricultura primitiva e solos marginais. Tal como na Sérvia, as comunicações eram más, apresentando obstáculos a qualquer comércio externo mais amplo. Mesmo no final do século XIX, o desenvolvimento agrícola não tinha avançado tão significativamente como se pretendia, como explicou William Moffet, o Cônsul dos EUA em Atenas:
a agricultura está aqui na condição mais subdesenvolvida. Mesmo nas imediações de Atenas, é comum encontrar o arado de madeira e a enxada rude que eram usados há 2.000 anos. Os campos são arados ou raspados e as colheitas são replantadas estação após estação até que o solo esgotado não aguente mais. Os fertilizantes não são usados de forma apreciável e os implementos agrícolas são da descrição mais grosseira. A irrigação é utilizada em alguns distritos e, até onde posso saber, os métodos utilizados podem ser facilmente aprendidos através do estudo das práticas dos antigos egípcios. A Grécia tem azeitonas e uvas em abundância, e de qualidade não superior, mas o azeite grego e o vinho grego não suportam transporte.
A Grécia tinha uma classe comercial forte e rica de notáveis rurais e armadores insulares, e acesso a 9 000 000 acre(s)s (36 000 km2) de terras expropriadas de proprietários muçulmanos que foram expulsos durante a Guerra da Independência.

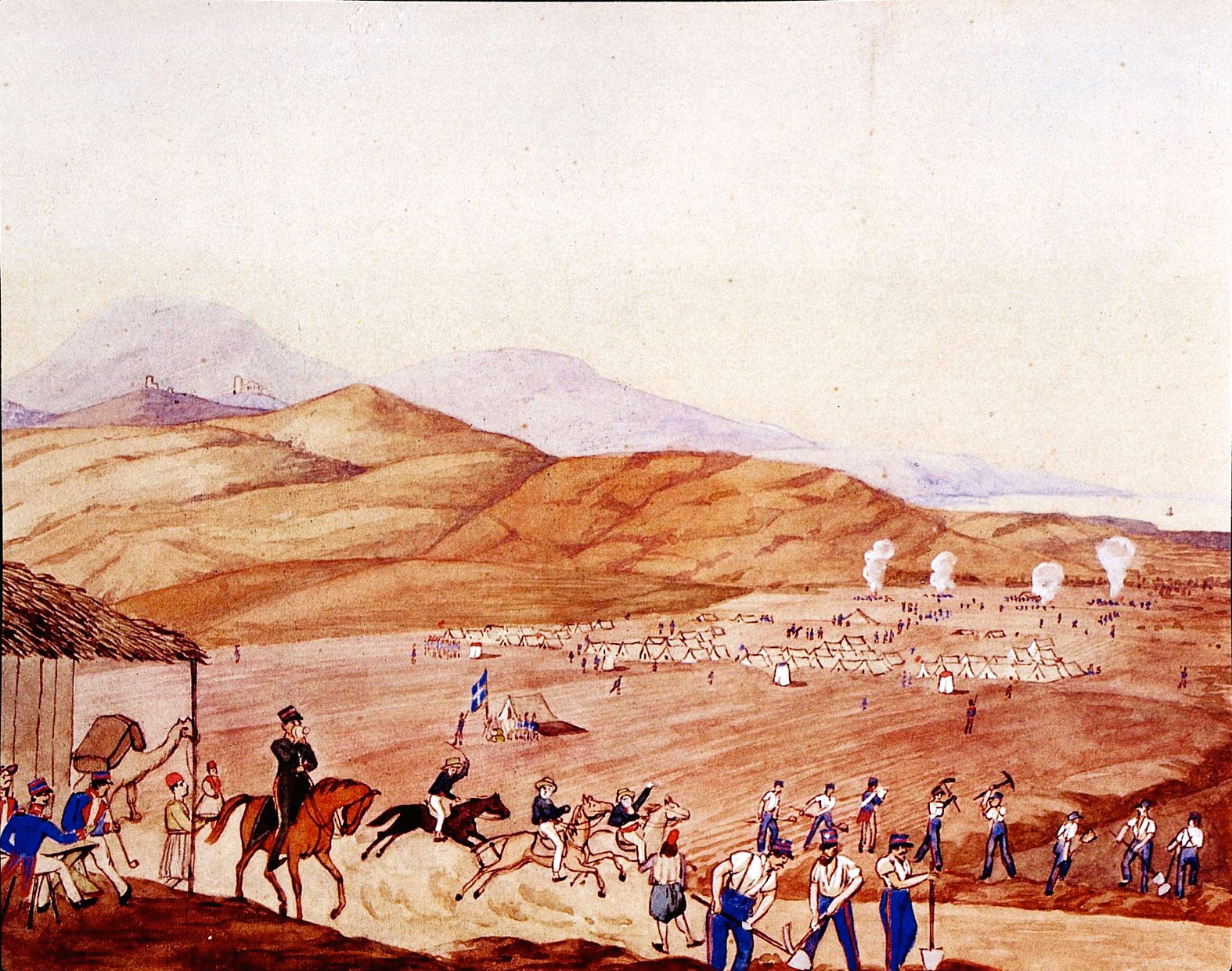
Construção da rodovia Atenas-Piraeus por engenheiros do exército, 1835-1836

A reforma agrária representou o primeiro teste real para o novo reino grego. O novo governo grego adoptou deliberadamente reformas agrárias destinadas a criar uma classe de camponeses livres. A "Lei para a Doação das Famílias Gregas" de 1835 estendeu um crédito de 2 000 dracmas a cada família, para ser usado na compra de um 12 acre(s)s (4,9 ha) fazenda em leilão sob um plano de empréstimo de baixo custo. O país estava cheio de refugiados deslocados e de propriedades otomanas vazias.
Através de uma série de reformas agrárias ao longo de várias décadas, o governo distribuiu estas terras confiscadas entre os veteranos e os pobres, de modo que em 1870 a maioria das famílias camponesas gregas possuíam cerca de 20 acre(s)s (8,1 ha). Estas explorações agrícolas eram demasiado pequenas para a prosperidade, mas a reforma agrária sinalizou o objetivo de uma sociedade em que os gregos fossem iguais e pudessem sustentar-se, em vez de trabalharem por conta de outrem nas propriedades dos ricos. A base de classe da rivalidade entre as facções gregas foi assim reduzida.

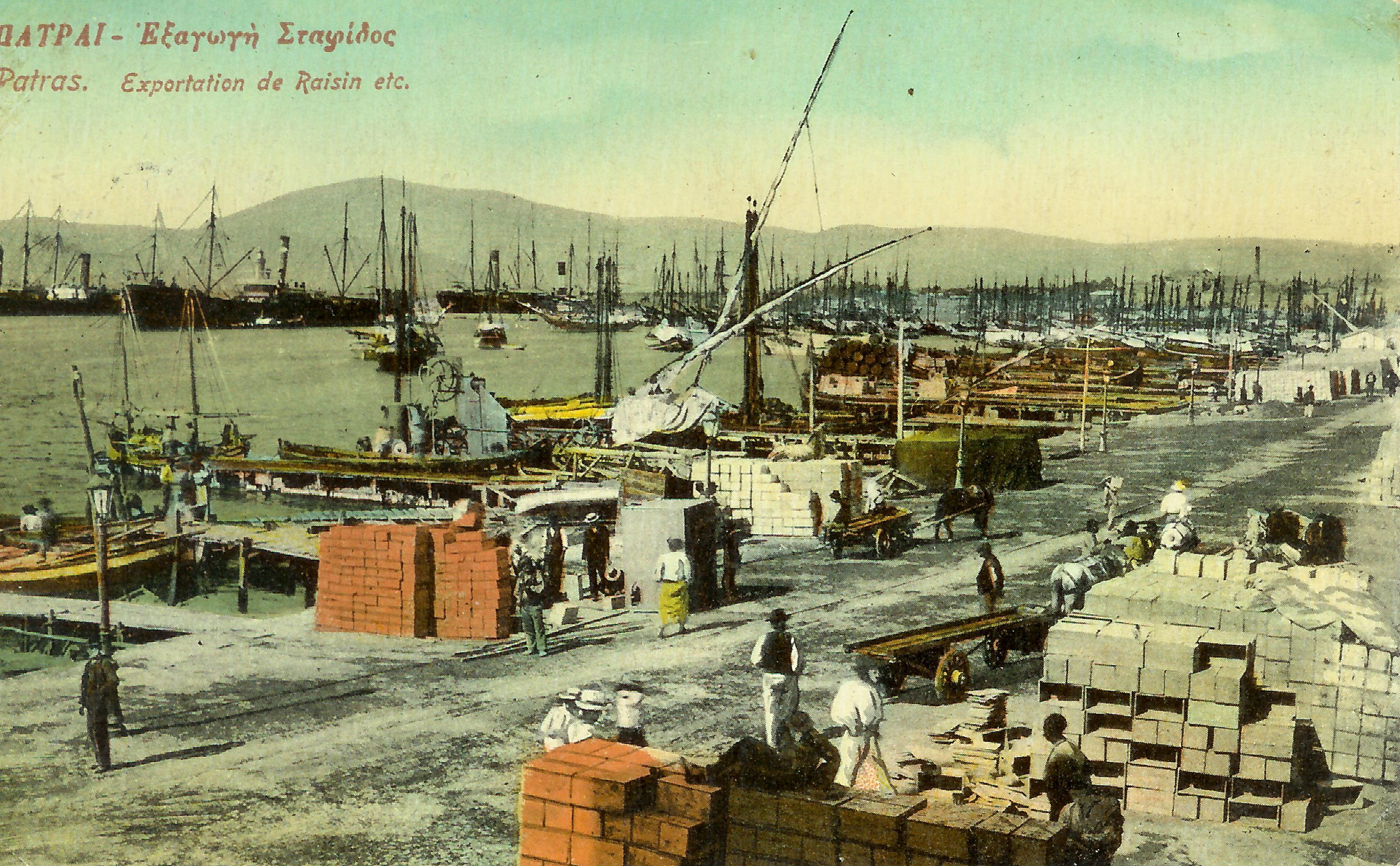
Exportação de passas (uvas secas) no porto de Patras, final do século XIX

### Século XX

#### Indústria
A série de guerras entre 1912 e 1922 proporcionou um catalisador para a indústria grega, com uma série de indústrias como a têxtil; munição e fabricação de botas surgindo para abastecer os militares. Após as guerras, a maioria dessas indústrias foi convertida para uso civil. Os refugiados gregos da Ásia Menor, o mais famoso dos quais foi Aristóteles Onassis, natural de Esmirna (a moderna Izmir), também tiveram um impacto tremendo na evolução da indústria e da banca gregas. Os gregos detinham 45% do capital do Império Otomano antes de 1914, e muitos dos refugiados expulsos da Turquia tinham fundos e competências que rapidamente utilizaram na Grécia.
Estes refugiados da Ásia Menor também levaram ao rápido crescimento das áreas urbanas na Grécia, uma vez que a grande maioria deles se estabeleceu em centros urbanos como Atenas e Salónica. O censo de 1920 relatou que 36,3% dos gregos viviam em áreas urbanas ou semiurbanas, enquanto o censo de 1928 relatou que 45,6% dos gregos viviam em áreas urbanas ou semiurbanas. Muitos economistas gregos argumentaram que estes refugiados mantiveram a indústria grega competitiva durante a década de 1920, uma vez que o excedente de mão-de-obra manteve os salários reais muito baixos. Embora esta tese faça sentido do ponto de vista económico, é pura especulação, uma vez que não existem dados fiáveis sobre salários e preços na Grécia durante este período.
A indústria grega entrou em declínio ligeiramente antes de o país aderir à CE, e esta tendência continuou. Embora a produtividade dos trabalhadores tenha aumentado significativamente na Grécia, os custos laborais aumentaram demasiado rapidamente para que a indústria transformadora grega permanecesse competitiva na Europa. Houve também muito pouca modernização nas indústrias gregas devido à falta de financiamento.

#### Dicotomização do dracma
Os problemas orçamentais levaram o governo grego a iniciar uma experiência económica interessante, a dicotomização do dracma. Incapaz de obter mais empréstimos do exterior para financiar a guerra com a Turquia, em 1922, o Ministro das Finanças, Protopapadákis, declarou que cada dracma deveria ser essencialmente cortado pela metade. Metade do valor do dracma ficaria com o proprietário e a outra metade seria entregue pelo governo em troca de um empréstimo de 6,5% por 20 anos. A Segunda Guerra Mundial fez com que estes empréstimos não fossem reembolsados, mas mesmo que a guerra não tivesse ocorrido, é duvidoso que o governo grego tivesse sido capaz de pagar dívidas tão enormes à sua própria população. Esta estratégia gerou grandes receitas para o Estado grego e os efeitos da inflação foram mínimos.
Esta estratégia foi repetida novamente em 1926 devido à incapacidade do governo de pagar os empréstimos contraídos na década de guerra e no reassentamento dos refugiados. A deflação ocorreu após esta dicotomização do dracma, bem como um aumento nas taxas de juro. Estas políticas tiveram o efeito de fazer com que grande parte da população perdesse a fé no seu governo, e o investimento diminuiu à medida que as pessoas começaram a deixar de deter os seus ativos em dinheiro, que se tinha tornado instável, e começaram a deter bens reais.

#### Grande Depressão
À medida que as reverberações da Grande Depressão atingiram a Grécia em 1932. O Banco da Grécia tentou adoptar políticas deflacionárias para evitar as crises que estavam a ocorrer noutros países, mas estas falharam em grande parte. Durante um breve período, o dracma esteve indexado ao dólar americano, mas isto era insustentável dado o grande défice comercial do país, e os únicos efeitos a longo prazo disto foram as reservas cambiais da Grécia terem sido quase totalmente eliminadas em 1932. As remessas do exterior diminuíram drasticamente e o valor do dracma começou a despencar de 77 dracmas por dólar em março de 1931 para 111 dracmas por dólar em abril de 1931.
Isto tem sido particularmente prejudicial para a Grécia, uma vez que o país dependia de importações do Reino Unido, França e Médio Oriente para muitas necessidades. A Grécia abandonou o padrão-ouro em abril de 1932 e declarou uma moratória sobre todos os pagamentos de juros. O país também adotou políticas protecionistas, como cotas de importação, o que alguns países europeus fizeram durante o período. As políticas protecionistas, juntamente com um dracma fraco, sufocando as importações, permitiram que a indústria grega se expandisse durante a Grande Depressão. Em 1939, a produção industrial grega era 179% da de 1928.
Estas indústrias foram, na sua maior parte, "construídas sobre areia", como afirmou um relatório do Banco da Grécia, pois sem protecção maciça não teriam sido capazes de sobreviver. Apesar da depressão global, a Grécia conseguiu sofrer comparativamente pouco, registando uma taxa média de crescimento de 3,5% entre 1932 e 1939. O regime fascista de Ioánnis Metaxás assumiu o governo grego em 1936 e o crescimento económico foi forte nos anos que antecederam a Segunda Guerra Mundial.

#### Comércio marítimo
Uma indústria em que a Grécia teve grande sucesso foi a indústria naval. A geografia da Grécia fez do país um actor importante nos assuntos marítimos desde a antiguidade, e a Grécia tem uma forte tradição moderna que data do Tratado de Küçük Kaynarca em 1774, que permitiu aos navios gregos escaparem à dominação otomana registando-se sob a bandeira russa. O tratado levou à criação de uma série de casas comerciais gregas em todo o Mediterrâneo e no Mar Negro e, após a independência, a indústria naval da Grécia foi um dos poucos pontos positivos na economia grega moderna durante o século XIX.
Depois de ambas as guerras mundiais, a indústria naval grega foi duramente atingida pelo declínio do comércio global, mas em ambas as vezes recuperou rapidamente. O governo grego ajudou o renascimento da indústria naval grega com promessas de seguros após a Segunda Guerra Mundial. Magnatas como Aristóteles Onassis também ajudaram a fortalecer a frota mercante grega, e o transporte marítimo continuou a ser um dos poucos sectores em que a Grécia ainda se destaca.

#### Turismo
Foi durante as décadas de 1960 e 1970 que o turismo, que atualmente representa 30% do PIB da Grécia, começou a tornar-se um importante gerador de divisas. Isto foi inicialmente contestado por muitos no governo grego, visto que era visto como uma fonte de rendimento volátil no caso de quaisquer choques políticos. Também foi contestado por muitos conservadores e pela Igreja, considerado prejudicial à moral do país. Apesar das preocupações, o turismo cresceu significativamente na Grécia e foi incentivado por sucessivos governos, uma vez que era uma fonte direta de receitas cambiais extremamente necessárias.

#### Agricultura

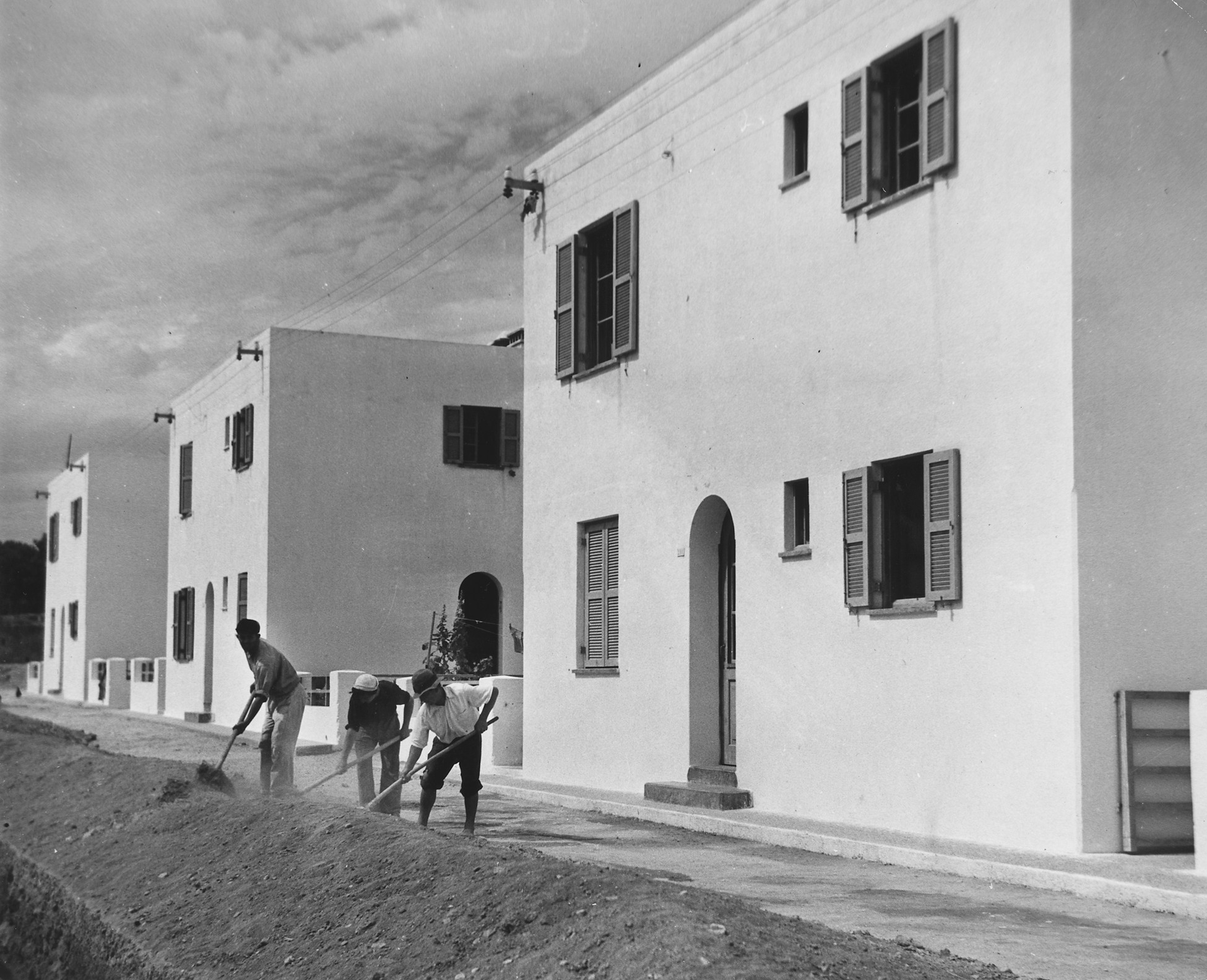
Trabalhadores classificando a rua em frente às novas moradias construídas com a ajuda dos fundos do Plano Marshall

A resolução da Guerra Greco-Turca e o Tratado de Lausanne levaram a um intercâmbio populacional entre a Grécia e a Turquia, que também teve enormes ramificações no sector agrícola na Grécia. Os tsifliks foram abolidos e os refugiados gregos da Ásia Menor estabeleceram-se nestas propriedades abandonadas e divididas. Em 1920, apenas 4% das propriedades de terra tinham mais de 24 acre(s)s (9,7 ha), e apenas 0,3% deles estavam em grandes propriedades de mais de 123 acre(s)s (0,50 km2). Este padrão de propriedade agrícola de pequena escala continuou até aos dias de hoje, com o pequeno número de explorações agrícolas de maior dimensão a diminuir ligeiramente.

#### Pós-Segunda Guerra Mundial
A Grécia sofreu comparativamente muito mais do que a maioria dos países da Europa Ocidental durante a Segunda Guerra Mundial devido a uma série de factores. A forte resistência levou a imensas represálias alemãs contra civis. A Grécia também dependia da importação de alimentos, e um bloqueio naval britânico, juntamente com transferências de produtos agrícolas para a Alemanha, resultou em fome. Estima-se que a população grega diminuiu 7% durante a Segunda Guerra Mundial. A Grécia experimentou hiperinflação durante a guerra. Em 1943, os preços eram 34.864% superiores aos de 1940; em 1944, os preços eram 163 910 000 000% mais elevados em comparação com os preços de 1940. A hiperinflação grega é a quinta pior da história económica, depois da Hungria após a Segunda Guerra Mundial, do Zimbabué no final da década de 2000, da Iugoslávia em meados da década de 1990 e da Alemanha após a Primeira Guerra Mundial. Isto foi agravado pela desastrosa guerra civil do país de 1944 a 1950.
A economia grega encontrava-se num estado deplorável em 1950 (após o fim da Guerra Civil), com a sua posição relativa dramaticamente afetada. Naquele ano, a Grécia tinha um PIB per capita de 1.951 dólares, muito inferior ao de países como Portugal (2 132 dólares), Polónia (2 480 dólares) e até México (2 085 dólares). O PIB per capita da Grécia era comparável ao de países como a Bulgária (1 651 dólares), o Japão (1 873 dólares) ou Marrocos (1 611 dólares).
Nos últimos 50 anos, a Grécia cresceu muito mais rapidamente do que a maioria dos países que tinham PIB per capita comparáveis em 1950, atingindo hoje um PIB per capita de 30 603 dólares. Isto pode ser comparado com os países indicados anteriormente, 17 900 dólares em Portugal, 12 000 dólares na Polónia, 9 600 dólares no México, 8 200 dólares na Bulgária e 4 200 dólares em Marrocos.  O crescimento da Grécia foi em média de 7% entre 1950 e 1973, uma taxa que só perde para o Japão durante o mesmo período. Em 1950, a Grécia ocupava o 28º lugar no mundo em termos de PIB per capita, enquanto em 1970 ocupava o 20º lugar. 

## Cultura

### Artes visuais
A arte grega moderna começou a ser desenvolvida na época do Romantismo. Os artistas gregos absorveram muitos elementos dos seus colegas europeus, resultando no culminar do estilo distinto da arte romântica grega, inspirado em ideais revolucionários, bem como na geografia e história do país. O movimento artístico mais importante da pintura grega no século XIX foi o realismo acadêmico (arte acadêmica grega do século XIX), muitas vezes chamado na Grécia de "Escola de Munique" devido à forte influência da Academia Real de Belas Artes de Munique (em alemão:  Münchner Akademie der Bildenden Künste), onde muitos artistas gregos treinaram. A Escola de Munique pintou o mesmo tipo de cenas no mesmo estilo que os pintores acadêmicos da Europa Ocidental em vários países e não tentou incorporar elementos estilísticos bizantinos em seu trabalho. A criação da arte romântica na Grécia pode ser explicada principalmente pelas relações particulares que foram criadas entre a Grécia recentemente libertada (1830) e a Baviera durante os anos do Rei Oto.
Escultores notáveis do novo Reino Grego foram Leonidas Drosis, cuja principal obra foi o extenso ornamento arquitetônico neoclássico da Academia de Atenas, Lazaros Sochos, Georgios Vitalis, Dimitrios Filippotis, Ioannis Kossos, Yannoulis Chalepas, Georgios Bonanos e Lazaros Fytalis.

### Teatro
O teatro grego moderno nasceu após a independência grega, no início do século XIX, e inicialmente foi influenciado pelo teatro e melodrama heptanês, como a ópera italiana. O Nobile Teatro di San Giacomo di Corfù foi o primeiro teatro e ópera da Grécia moderna e o local onde foi apresentada a primeira ópera grega, O Candidato Parlamentar de Spyridon Xyndas (baseado em um libreto exclusivamente grego). Durante o final do século XIX e início do século XX, a cena teatral ateniense foi dominada por revistas, comédias musicais, operetas e noturnos e dramaturgos notáveis incluíam Spyridon Samaras, Dionysios Lavrangas, Theophrastos Sakellaridis e outros.

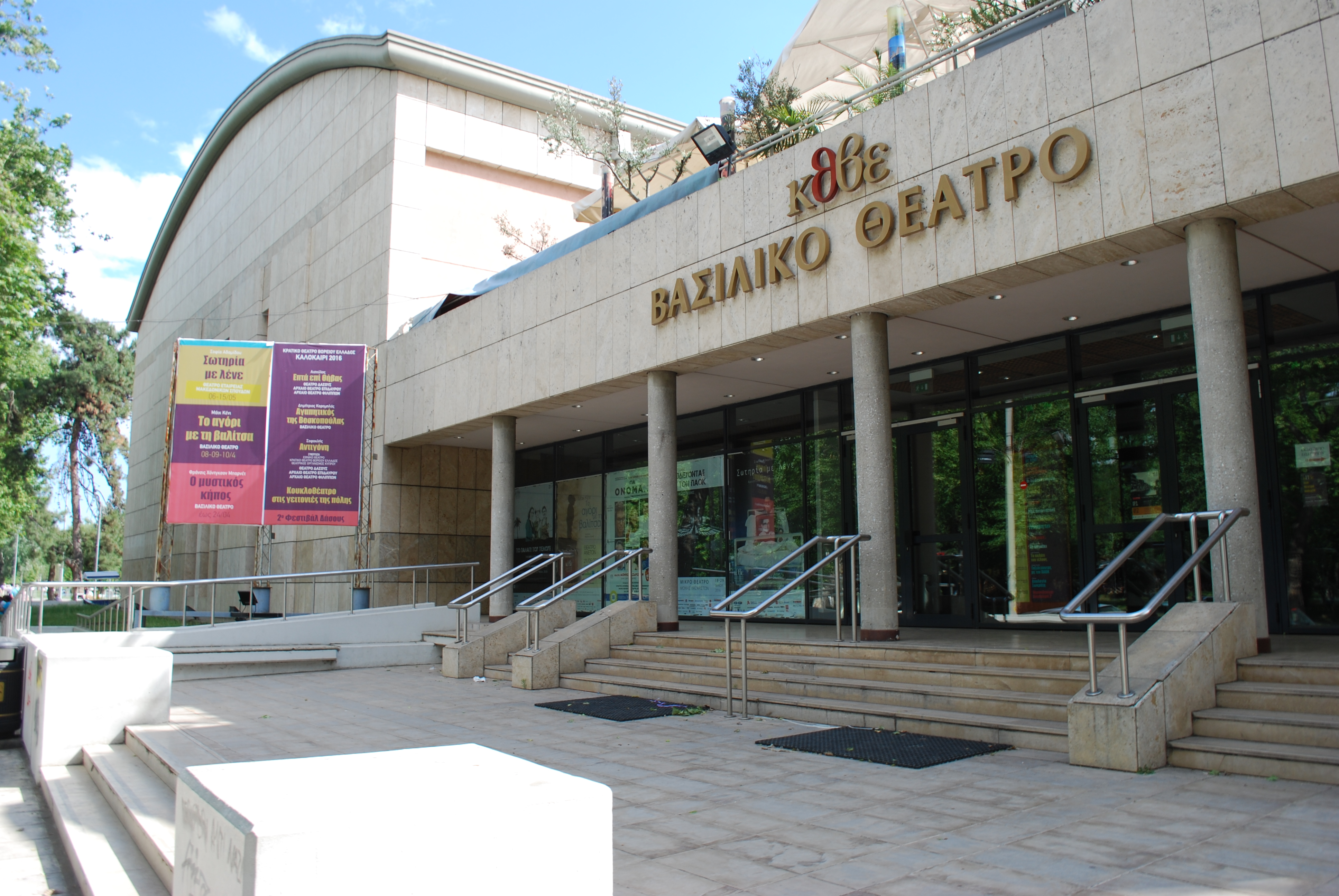
O Teatro Real (Vasiliko Theatro) em Salónica

O Teatro Nacional da Grécia foi fundado em 1880. Dramaturgos notáveis do teatro grego moderno incluem Gregorios Xenopoulos, Nikos Kazantzakis, Pantelis Horn, Alekos Sakellarios e Iakovos Kambanelis, enquanto atores notáveis incluem Cybele Andrianou, Marika Kotopouli, Aimilios Veakis, Orestis Makris, Katina Paxinou, Manos Katrakis e Dimitris Horn. Diretores importantes incluem Dimitris Rontiris, Alexis Minotis e Karolos Koun.

### Cinema
O cinema apareceu pela primeira vez na Grécia em 1896, nos Jogos Olímpicos de Verão, mas o primeiro cine-teatro foi inaugurado em 1907. Em 1914 foi fundada a Asty Films Company e iniciada a produção de longas-metragens. Golfo (Γκόλφω), uma conhecida história de amor tradicional, é o primeiro longa-metragem grego, embora tenha havido várias produções menores, como noticiários, antes disso. Em 1931, Orestis Laskos dirigiu Daphnis e Chloe (Δάφνις και Χλόη), continha a primeira cena de nudez da história do cinema europeu; foi também o primeiro filme grego exibido no exterior. Em 1944, Katina Paxinou foi homenageada com o Oscar de Melhor Atriz Coadjuvante por For Whom the Bell Tolls.

A década de 1950 e o início da década de 1960 são considerados por muitos como a era de ouro grega do cinema. Diretores e atores desta época foram reconhecidos como figuras históricas importantes na Grécia e alguns ganharam aclamação internacional: Michael Cacoyannis, Alekos Sakellarios, Melina Mercouri, Nikos Tsiforos, Iakovos Kambanelis, Katina Paxinou, Nikos Koundouros, Ellie Lambeti, Irene Papas etc. eram feitos sessenta filmes por ano, a maioria com elementos de film noir.

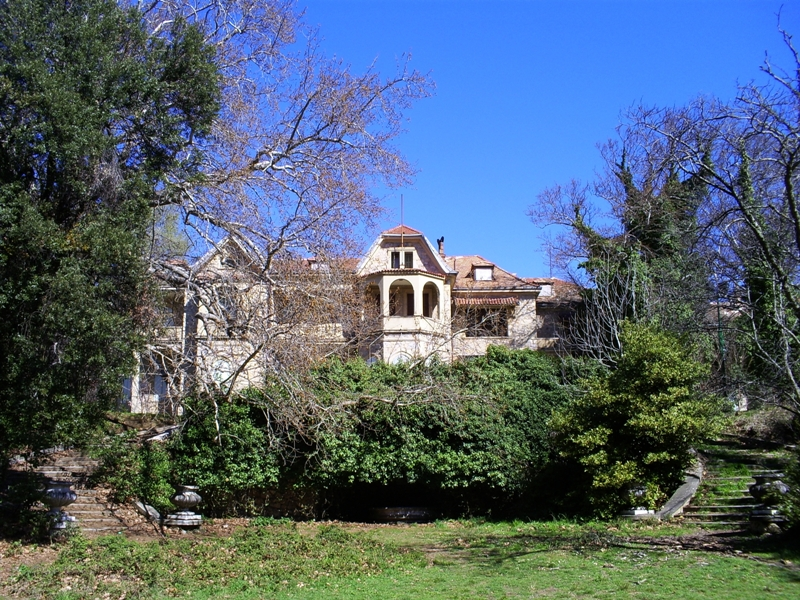
O abandonado Palácio de Tatoi

## Família real
A maioria dos membros da antiga família real vive no exterior; Constantino II e sua esposa, Ana Maria e filhos solteiros residiram em Londres até 2013, quando retornaram à Grécia para residir permanentemente. Como descendentes masculinos do rei Cristiano IX da Dinamarca, os membros da dinastia ostentam o título de Príncipe ou Princesa da Dinamarca; é por isso que são tradicionalmente referidos como Príncipes ou Princesas da Grécia e da Dinamarca.

## Reis da Grécia
| Nome                                   | Retrato | Reinado                                       | Monograma |
| -------------------------------------- | ------- | --------------------------------------------- | --------- |
| Oto                                    |         | 6 de fevereiro de 1833–23 de outubro de 1862  |           |
| Jorge I                                |         | 30 de março de 1863–18 de março de 1913       |           |
| Constantino I (1º reinado)             |         | 18 de março de 1913–11 de junho de 1917       |           |
| Alexandre                              |         | 11 de junho de 1917–25 de outubro de 1920     |           |
| Constantino I (2º reinado)             |         | 19 de dezembro de 1920–27 de setembro de 1922 |           |
| Jorge II (1º reinado)                  |         | 27 de setembro de 1922–25 de março de 1924    |           |
| Segunda República Helênica (1924–1935) |         |                                               |           |
| Jorge II (2º reinado)                  |         | 3 de novembro de 1935–1º de abril de 1947     |           |
| Paulo                                  |         | 1º de abril de 1947–6 de março de 1964        |           |
| Constantino II                         |         | 6 de março de 1964–1º de junho de 1973        |           |
| Terceira República Helênica            |         |                                               |           |